# Воображаемые тюрьмы
Воображаемые тюрьмы, Фантастические изображения тюрем, или Темницы (итал. Le carceri d'invenzione) — серия офортов выдающегося итальянского художника, архитектора и гравёра, Джованни Баттисты Пиранези, начатая в 1745 году и ставшая самой известной работой автора. Приблизительно в 1749—1750 годах были опубликованы 14 листов, а в 1761 году серия гравюр была переиздана в количестве 16 листов. В обоих изданиях у гравюр отсутствовали названия, но во втором, помимо переработки, работы получили порядковые номера. Последнее издание было опубликовано в 1780 году.
Художник активно использует оптические иллюзии. Темницы, выгравированные Пиранези, были полностью плодом его воображения, создавали свою художественную реальность. Они напоминают тюрьмы только решётками на окнах, цепями и орудиями пыток. В отличие от крошечных итальянских тюрем того времени, нарисованные помещения необъятны и просторны, а их размер подчёркивается взглядом снизу и миниатюрными фигурами, которые, зачастую, свободно перемещаются и не ограничены в движениях. Темницы Пиранези похожи на фантастические запутанные лабиринты со множеством арок, мостов и лестниц.
Из-за ирреальности Темницы Пиранези относят к бумажной архитектуре, хотя этот термин появился только в XX веке.
Писатели-романтики XIX века считали, что Воображаемые тюрьмы больше похожи на архитектуру снов, нежели на архитектуру реального мира, а Олдос Хаксли сравнивал их мир с миром Кафки.

## Издания

Первое издание
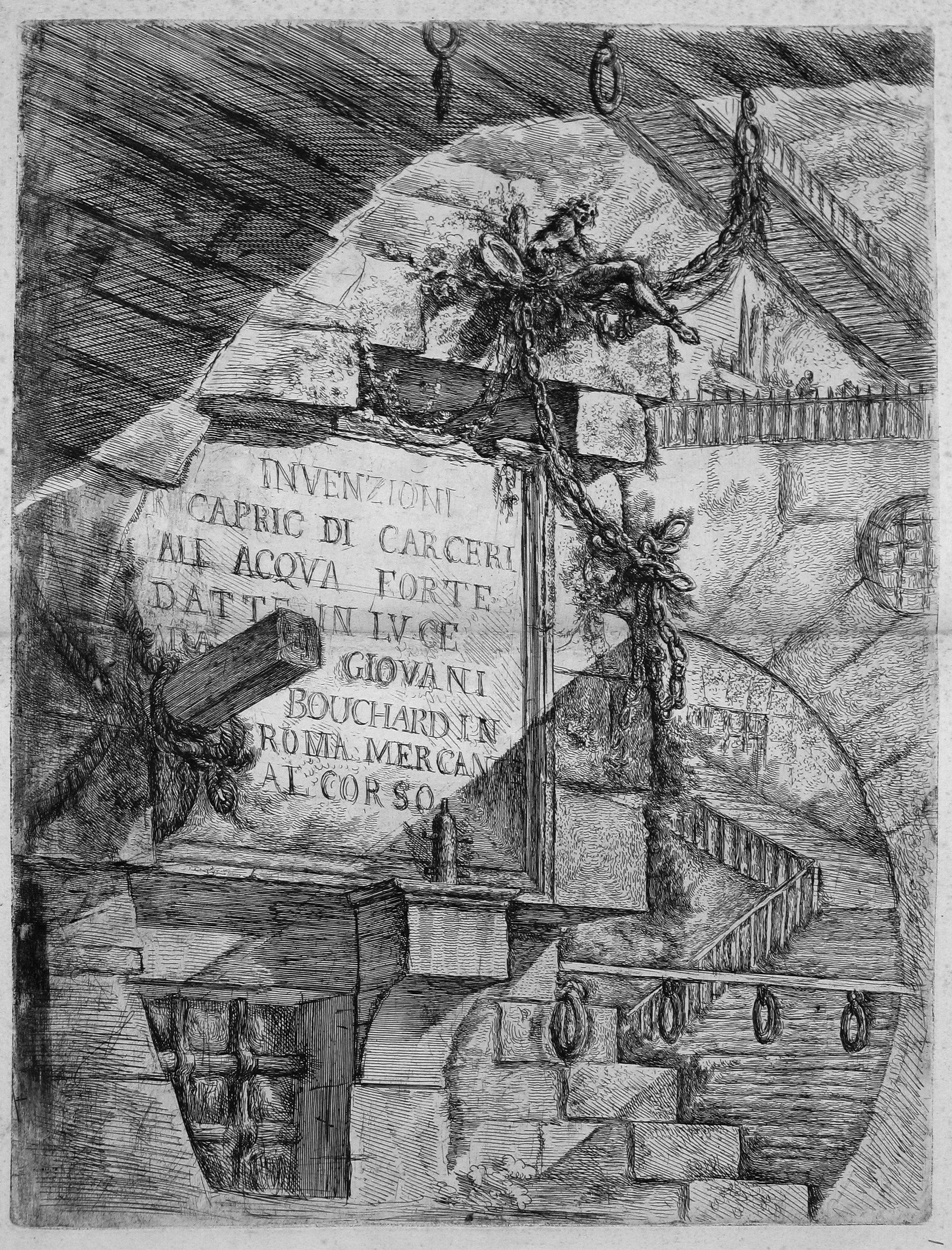
I
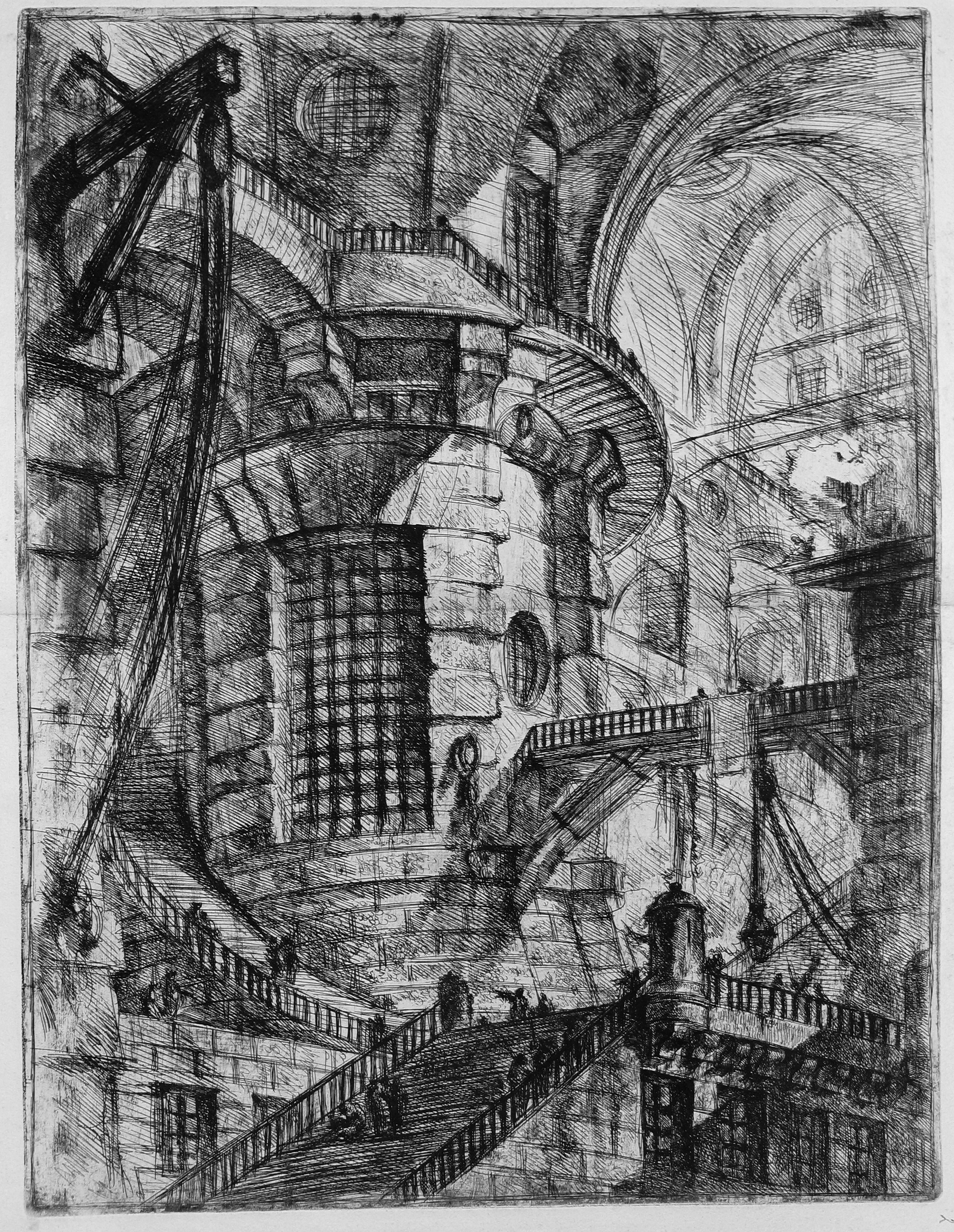
III
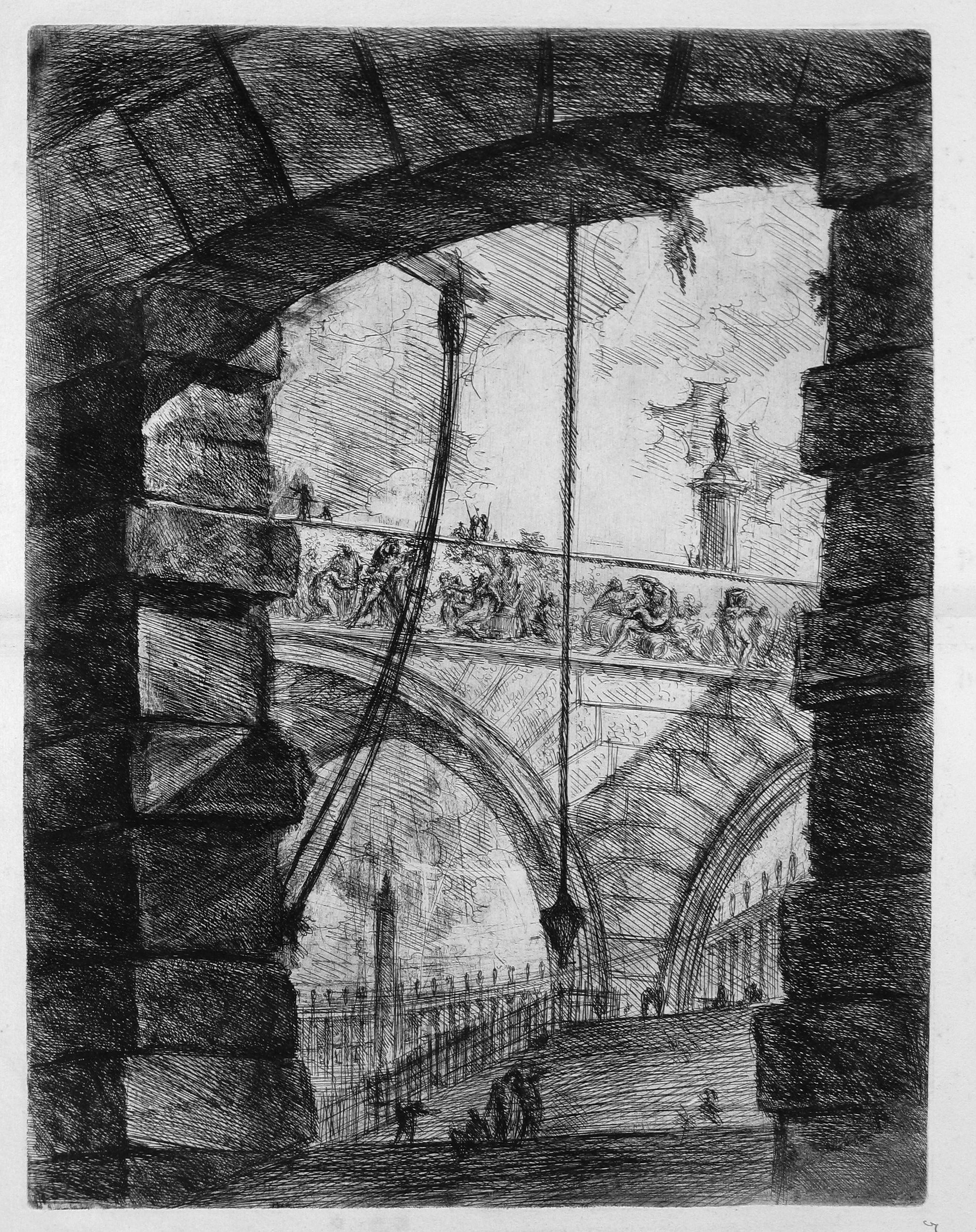
IV
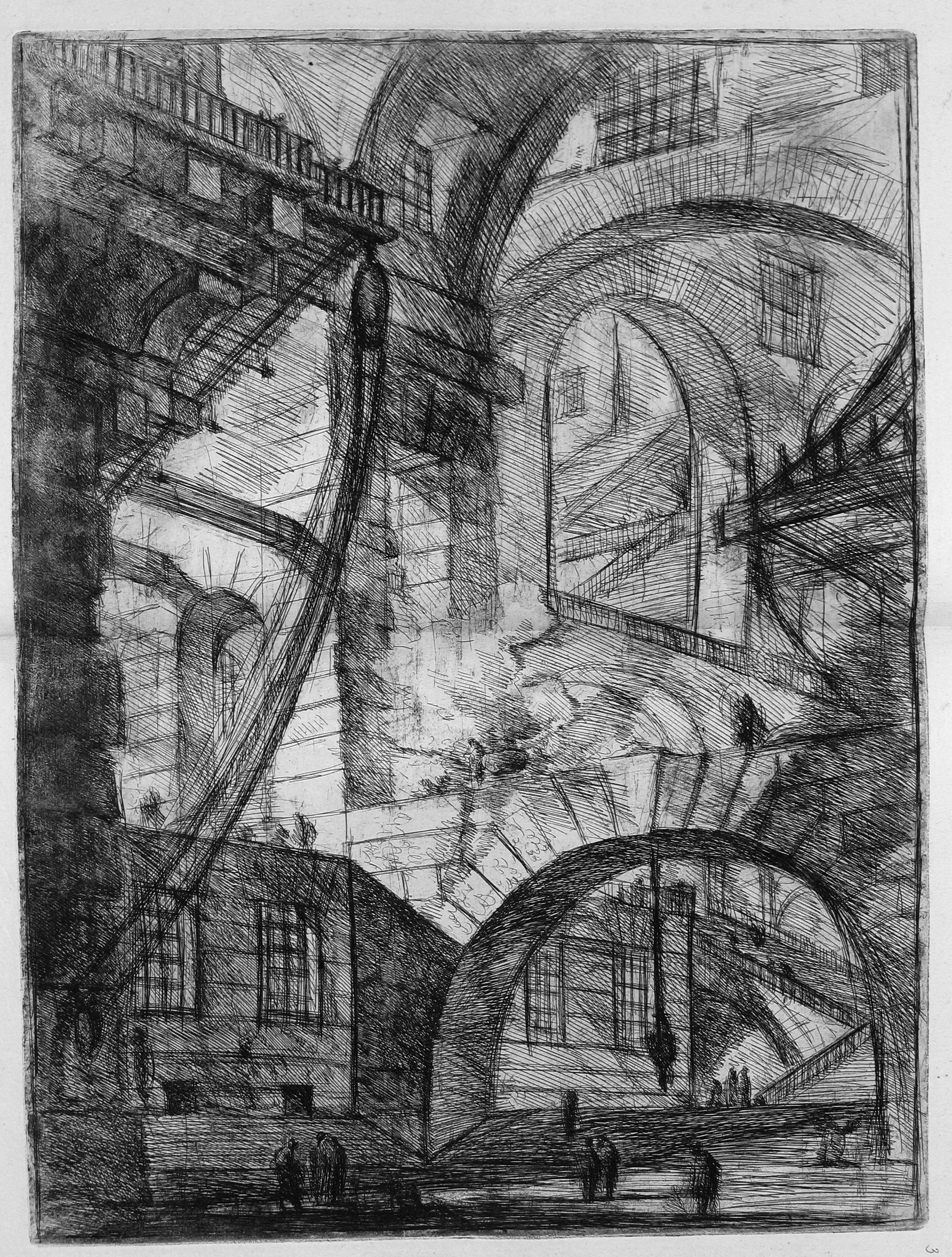
VI
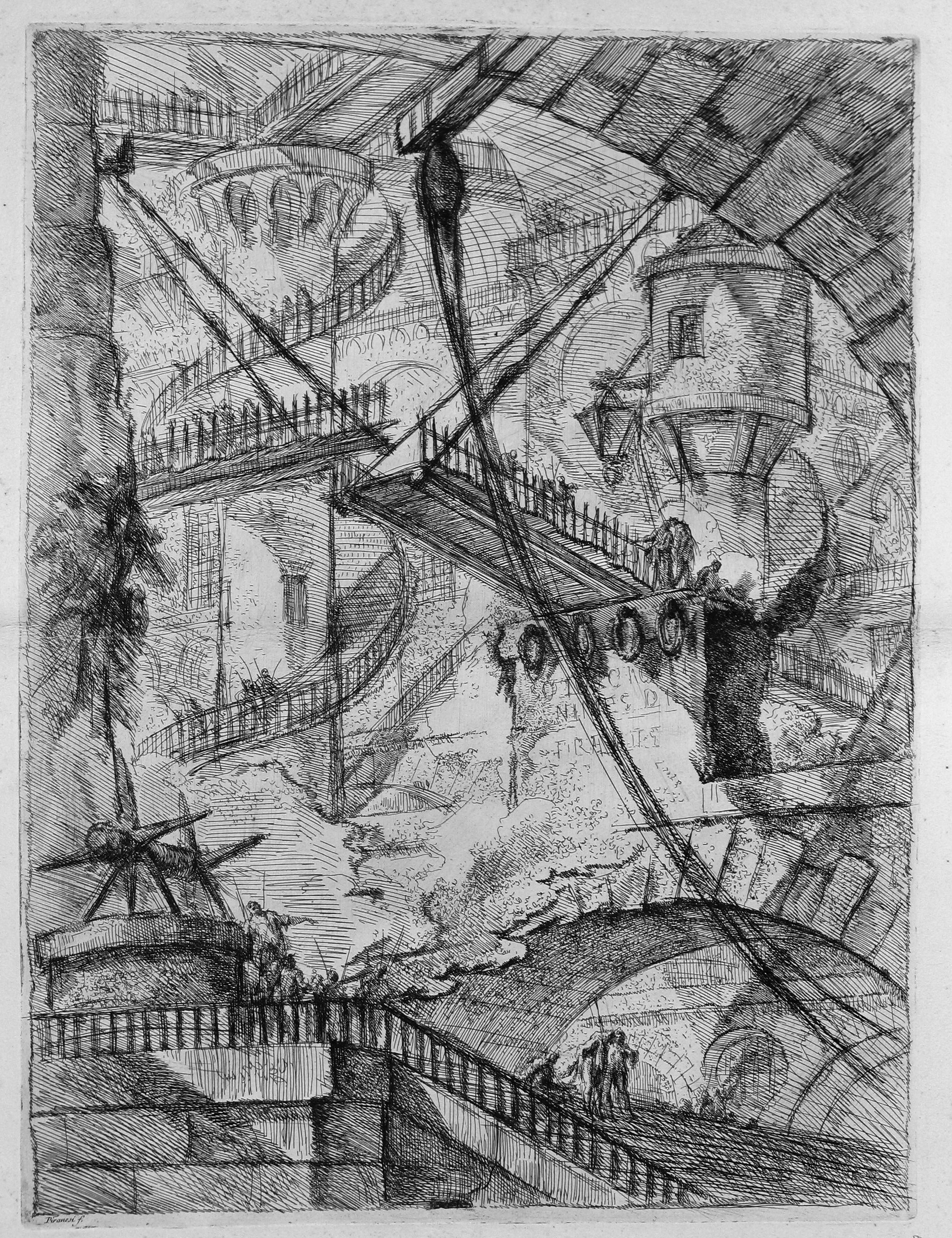
VII
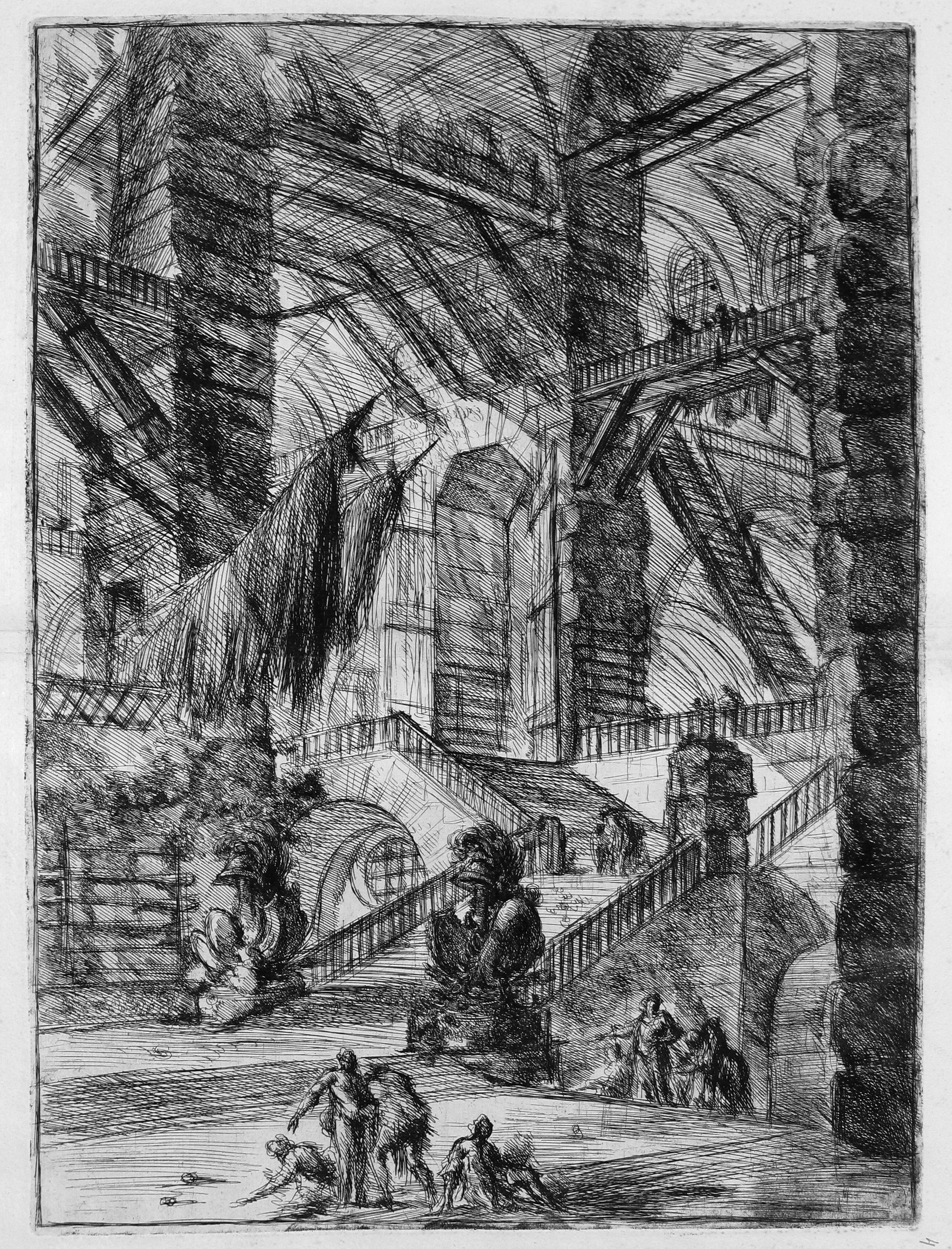
VIII
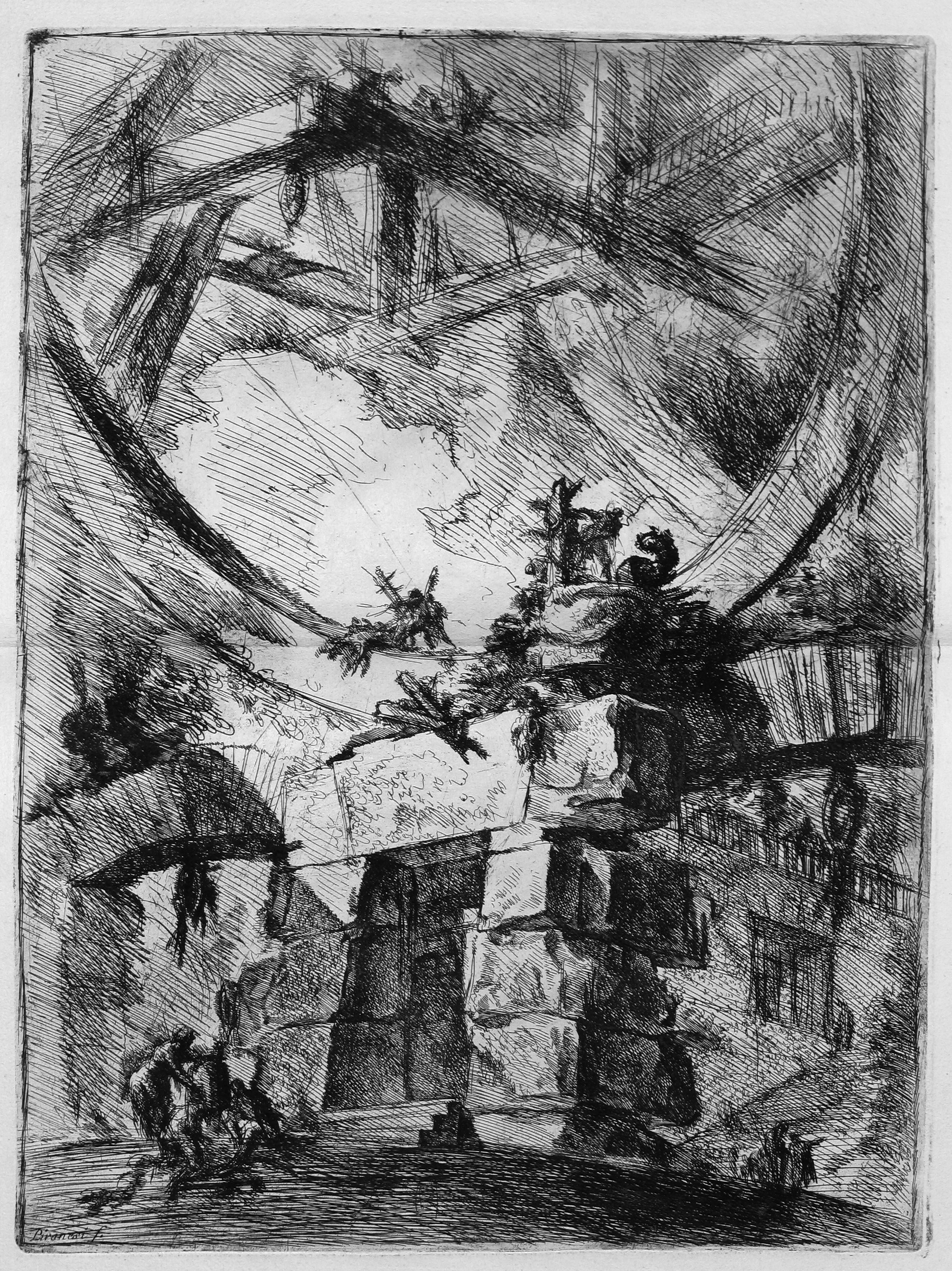
IX
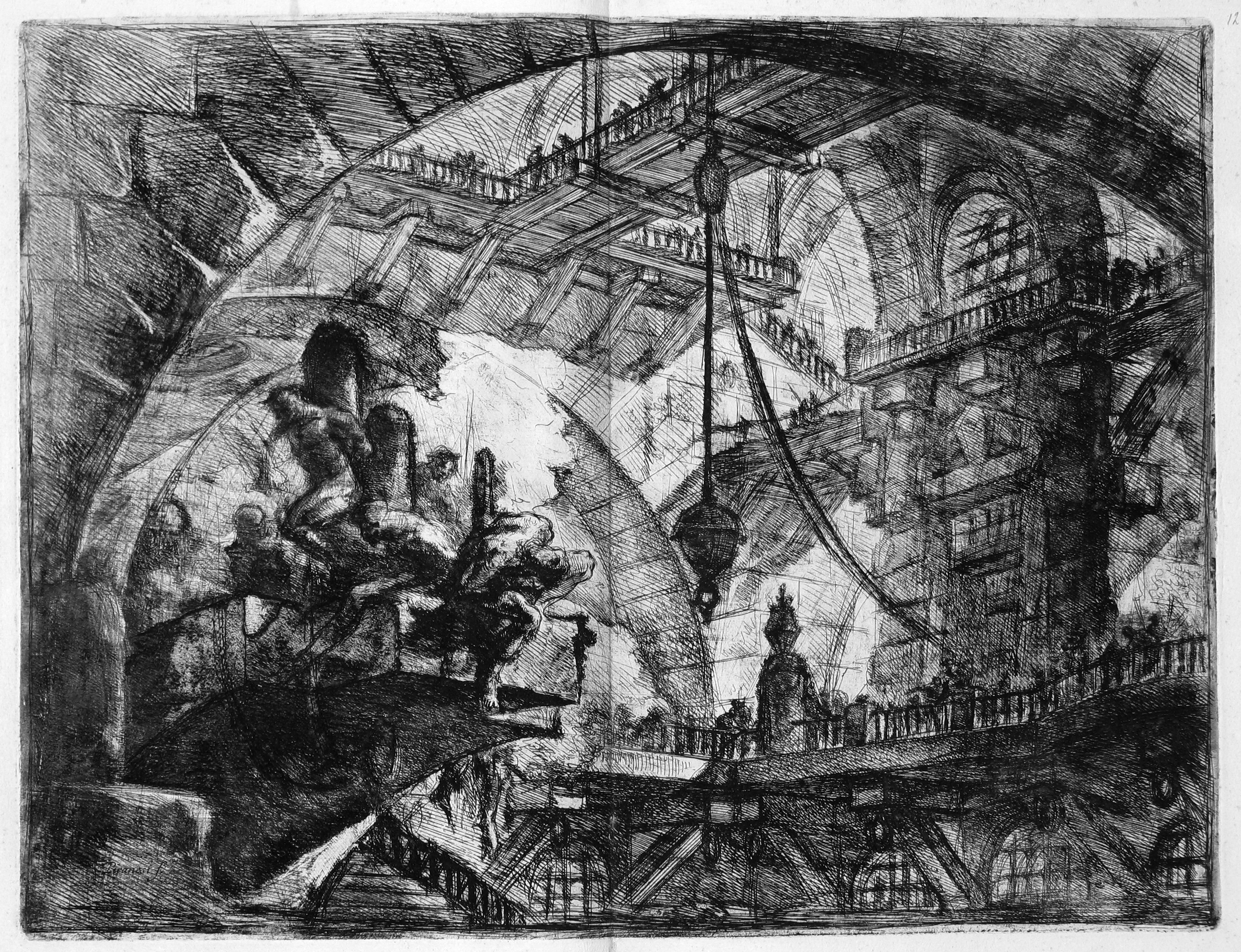
X
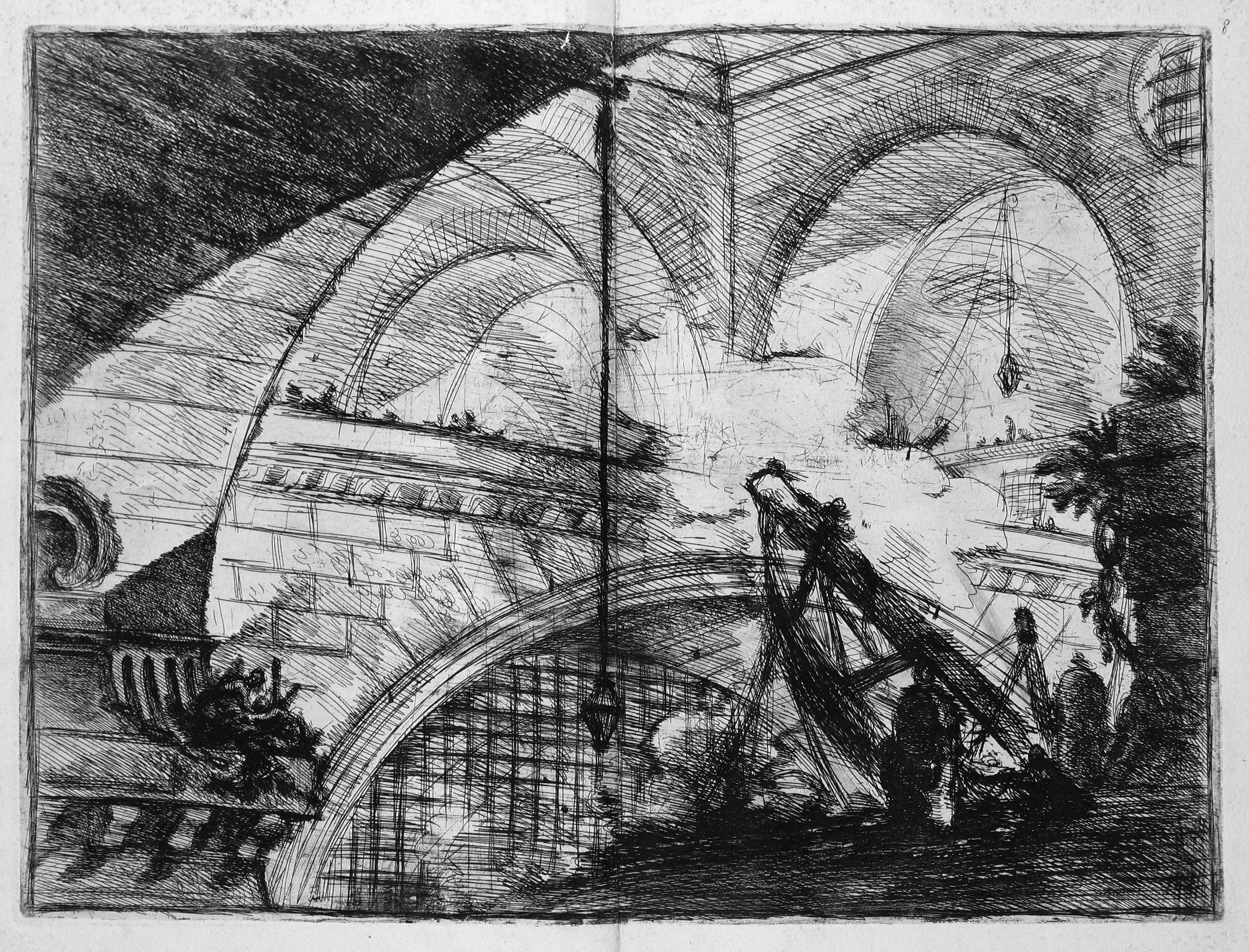
XI
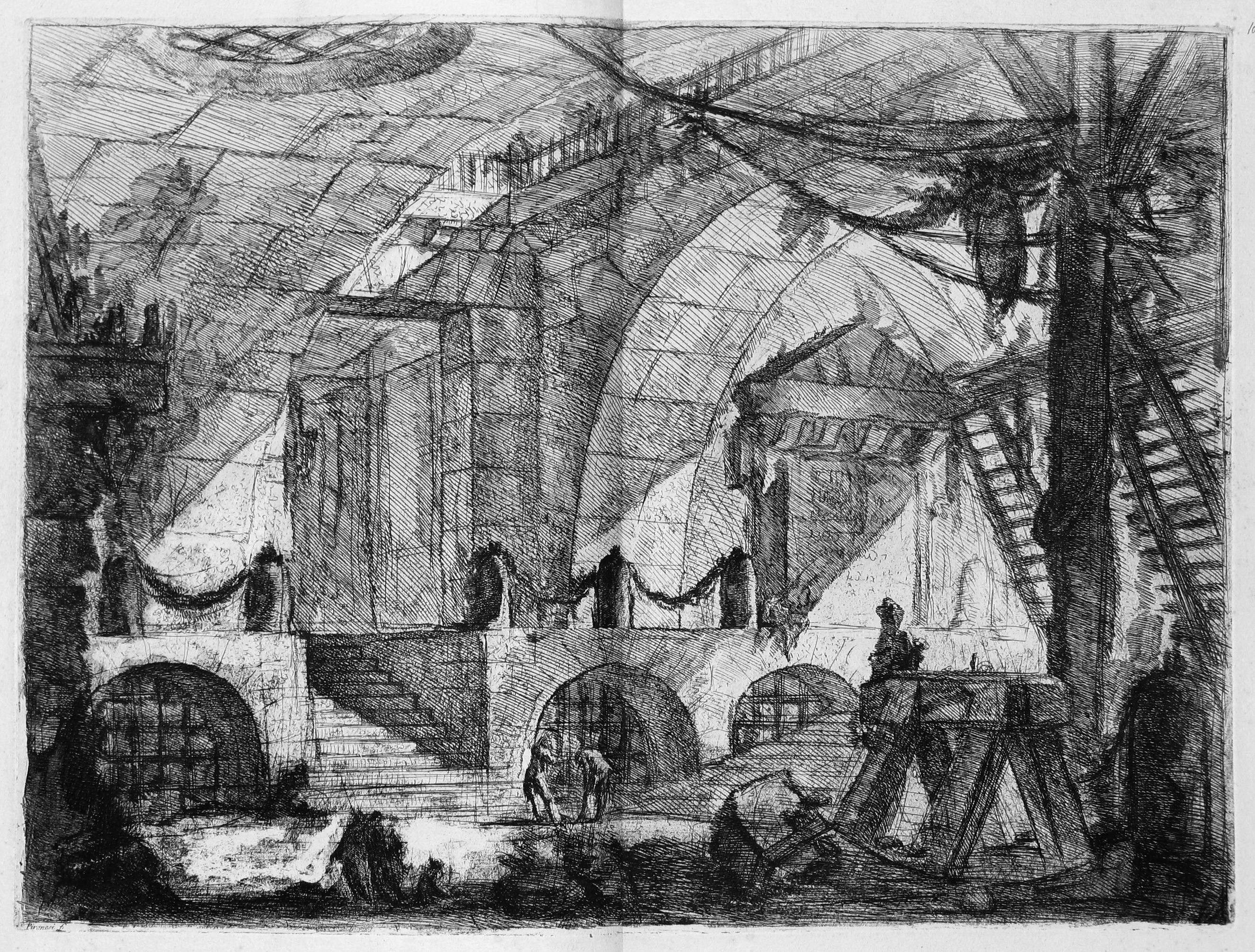
XII
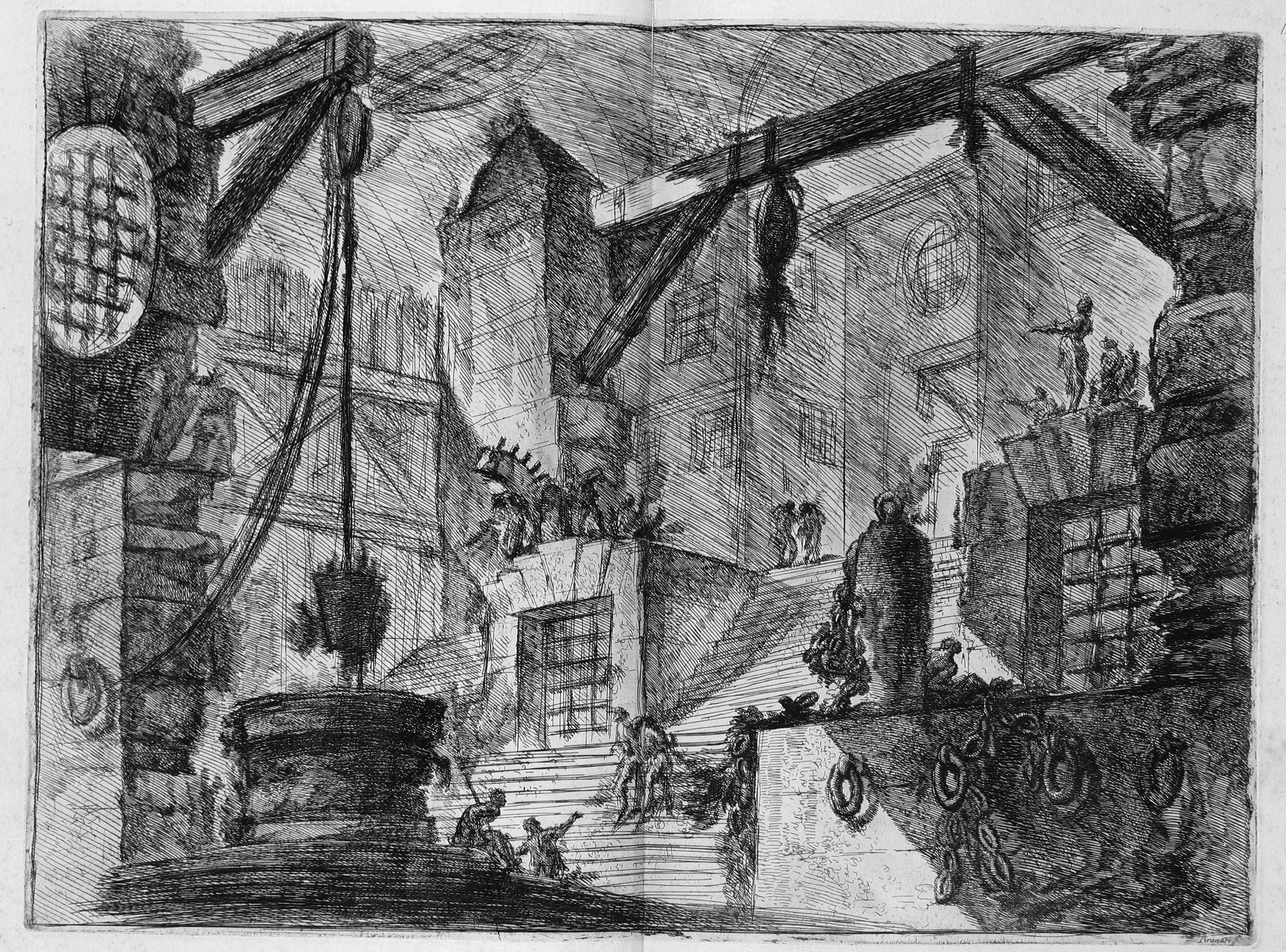
XIII
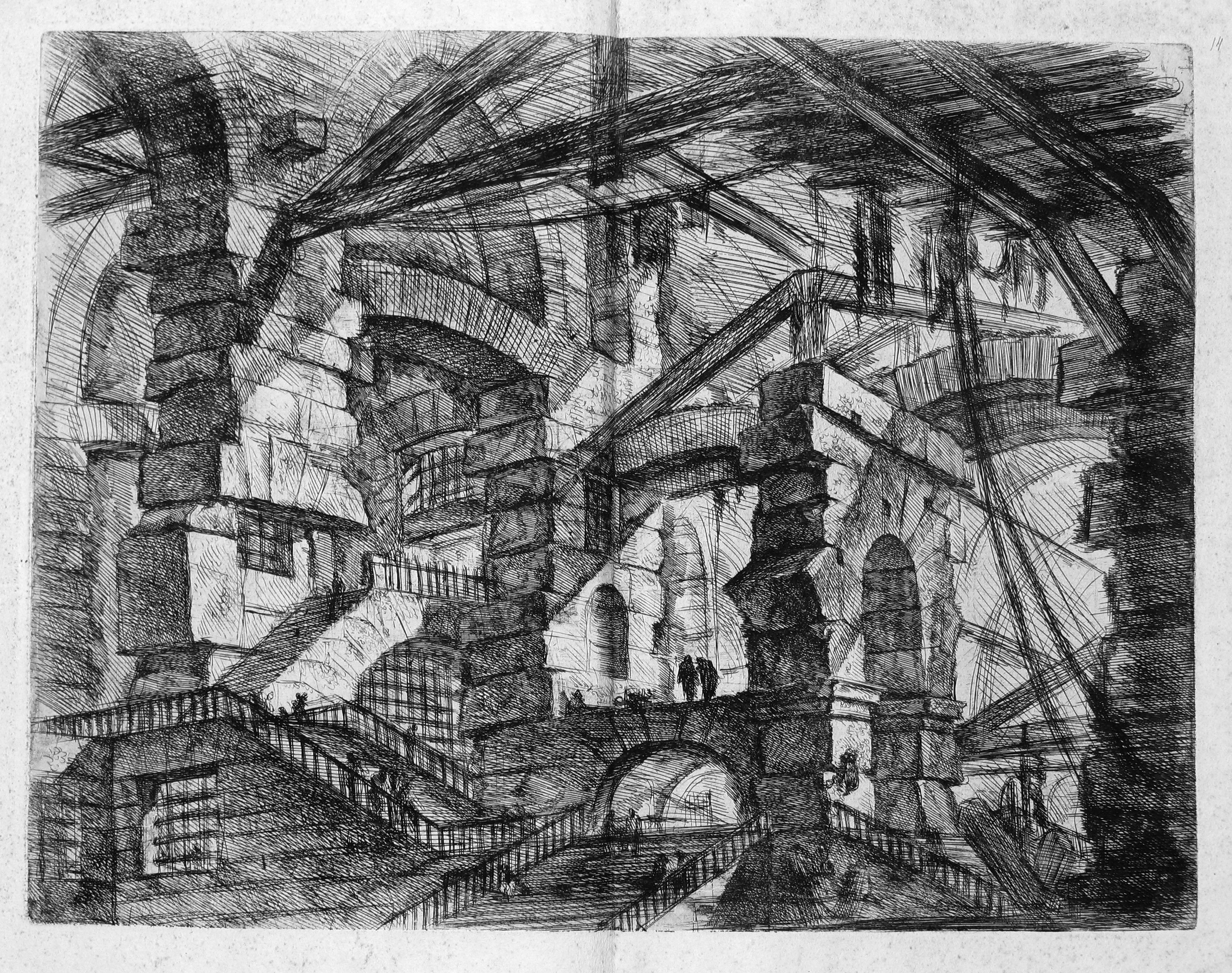
XIV
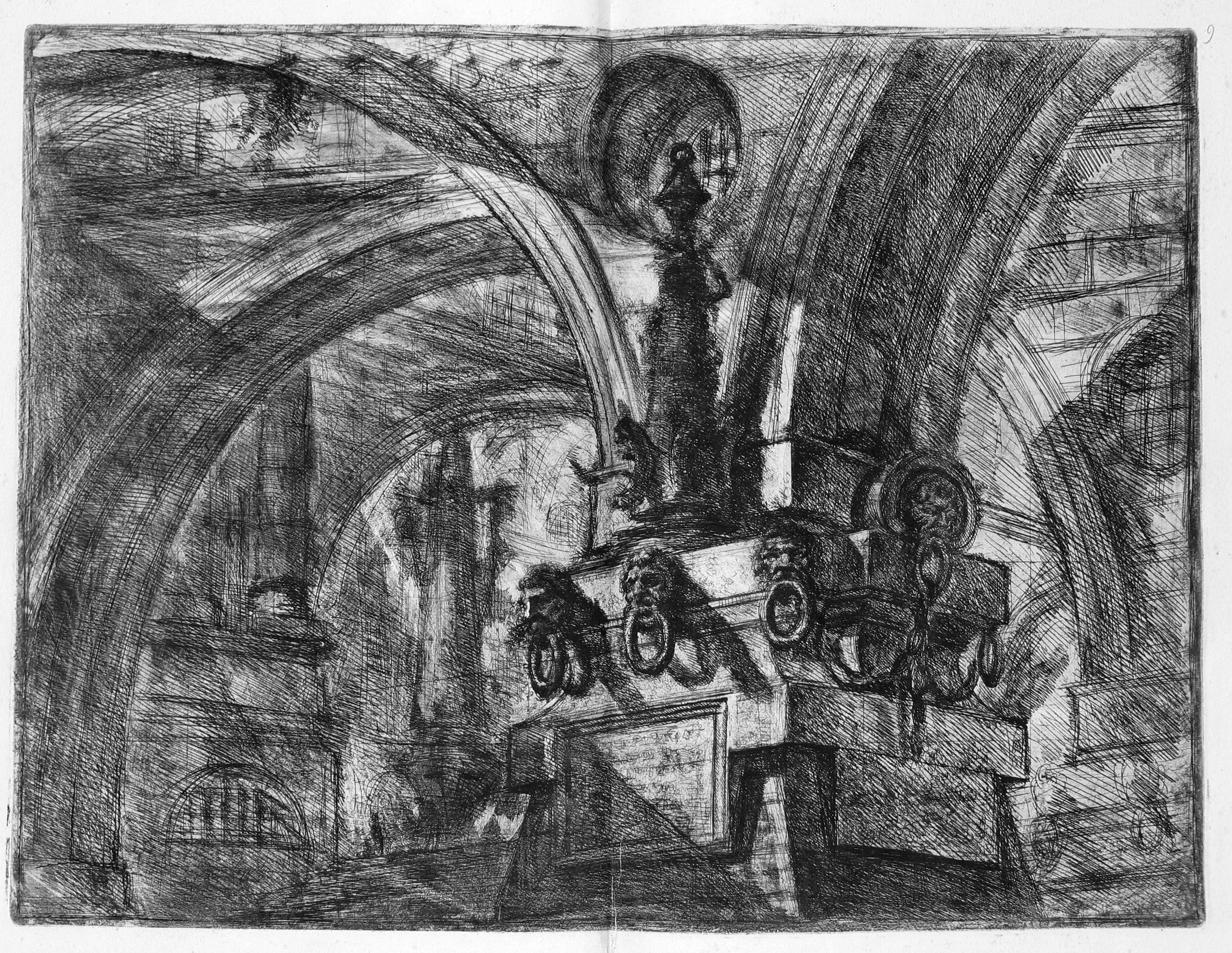
XV
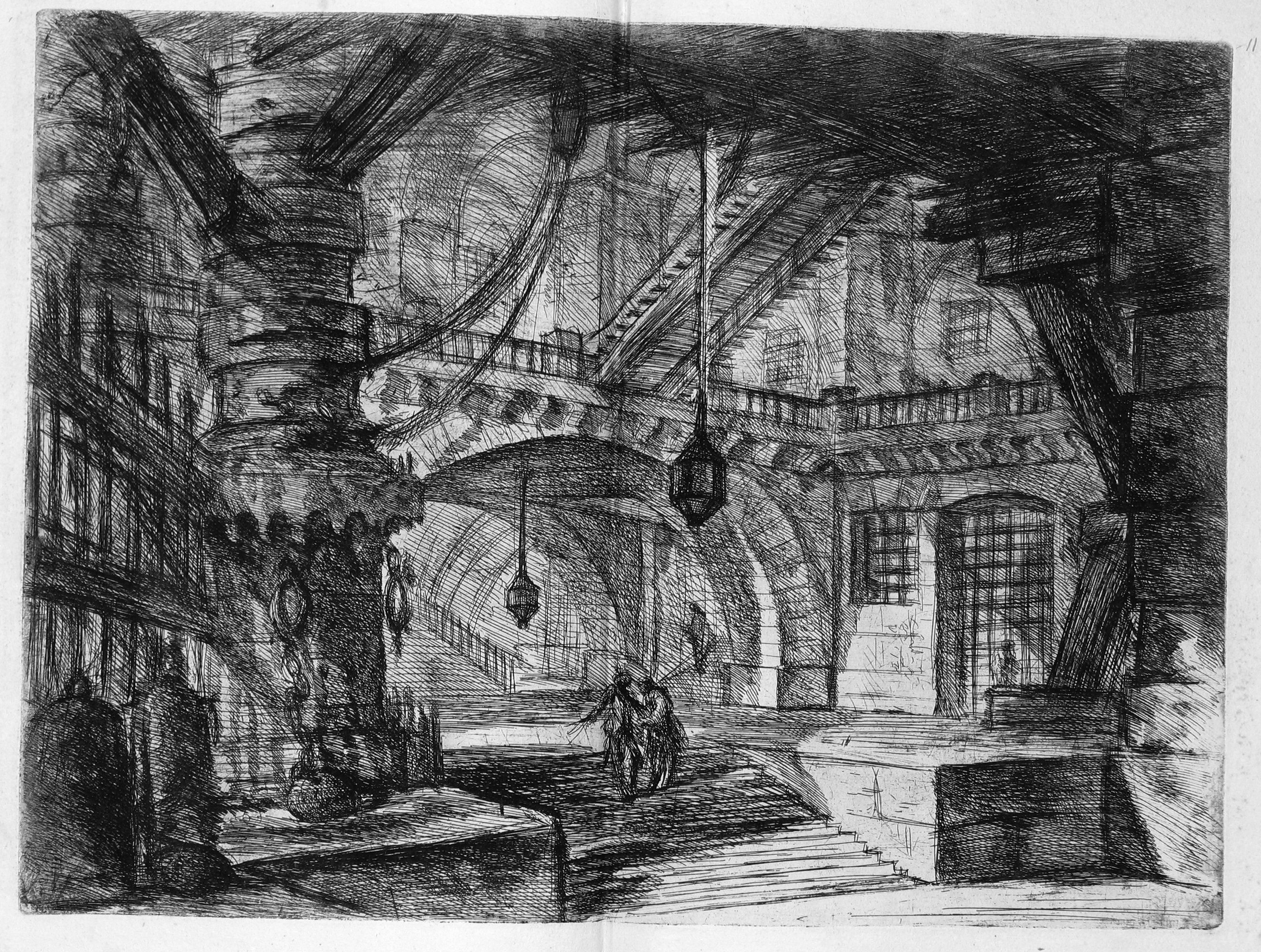
XVI

Примерно через десять лет Пиранези переработал гравюры первого издания и добавил в серию два новых изображения. Переработанные листы стали мрачнее и сложнее, были добавлены новые детали и надписи. Хотя трудно найти смысл в первом издании Воображаемых тюрем, во втором автор явно делает отсылки к системе правосудия Римской Республики и жестокости, за которую были известны некоторые императоры.

Второе издание
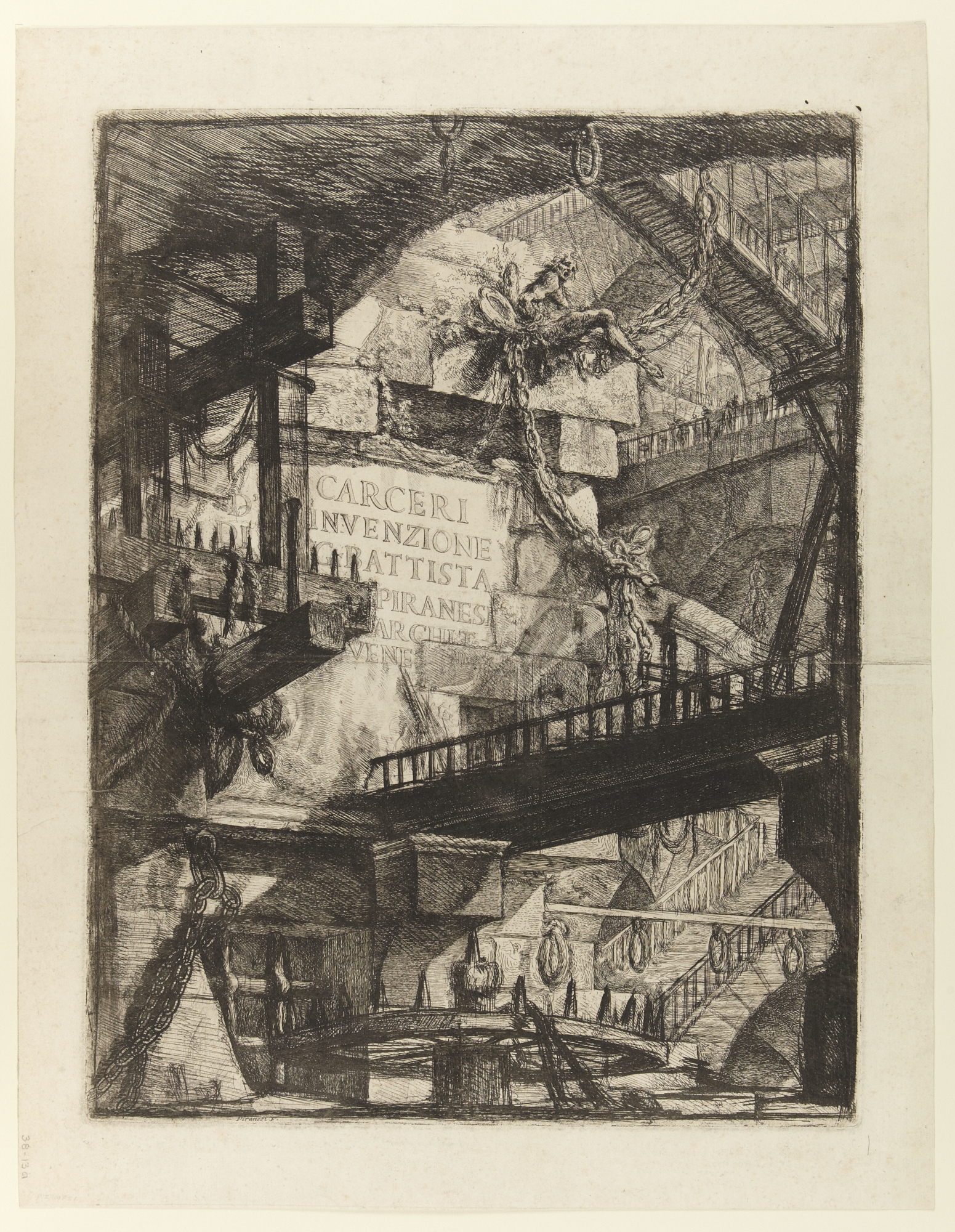
I
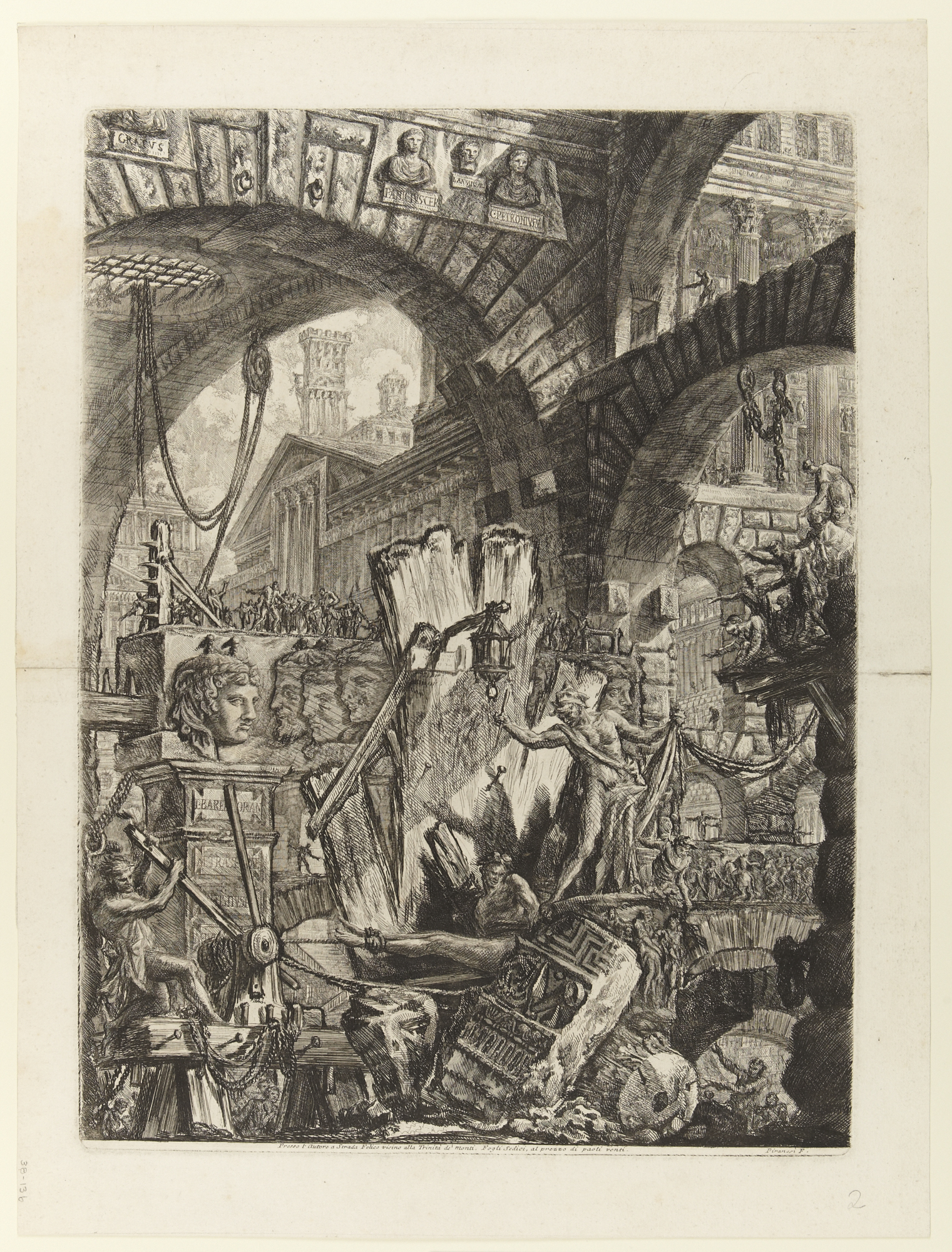
II
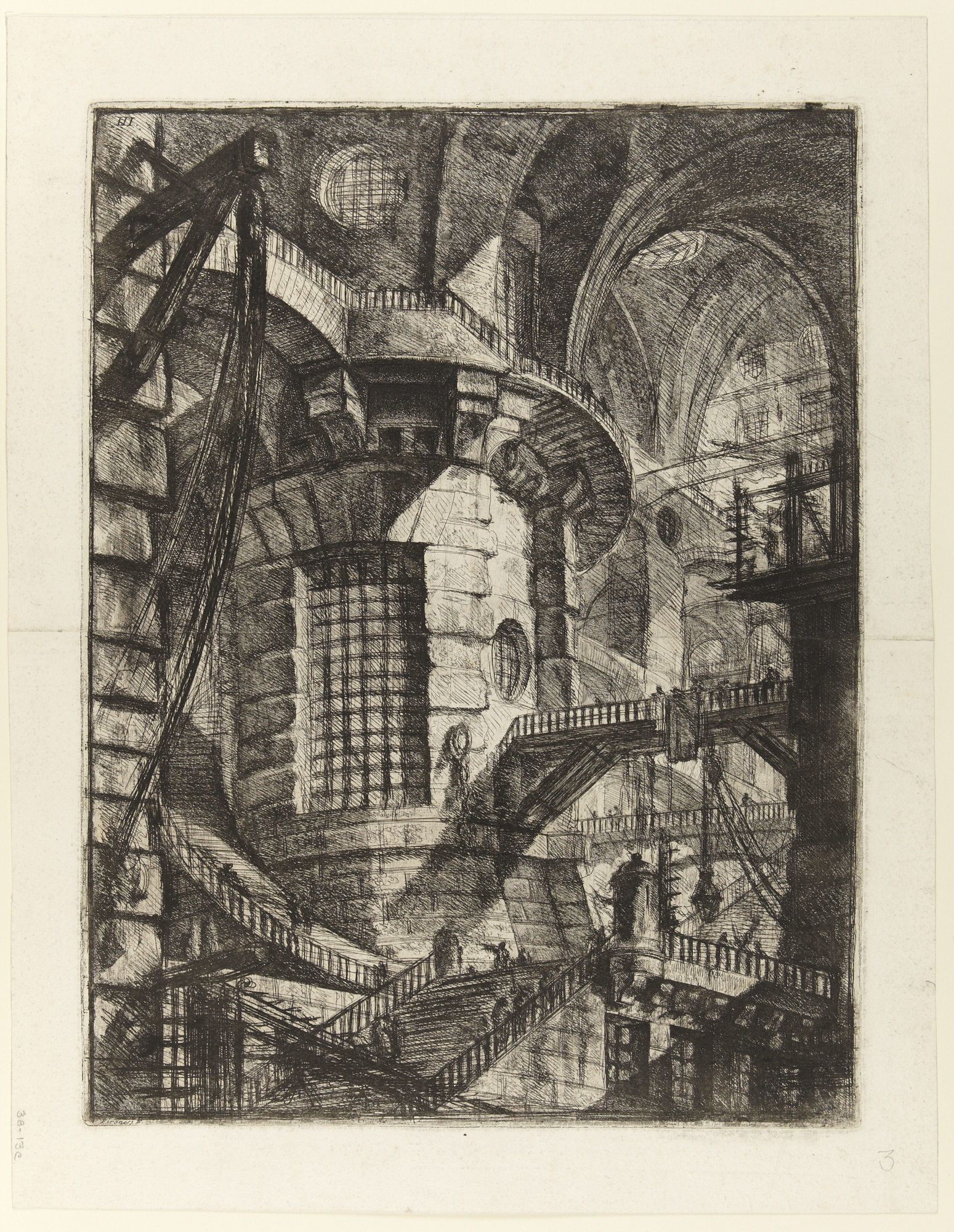
III
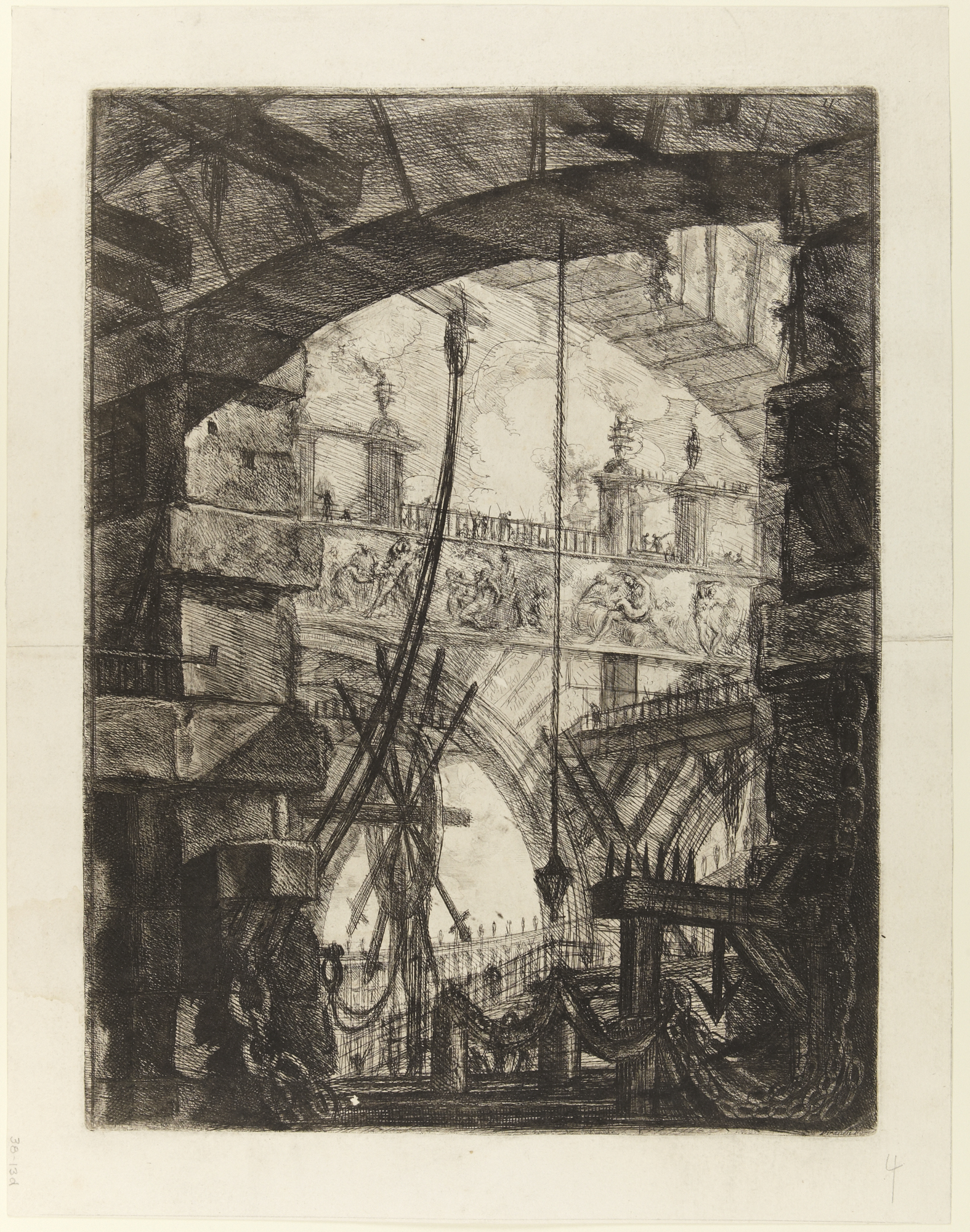
IV
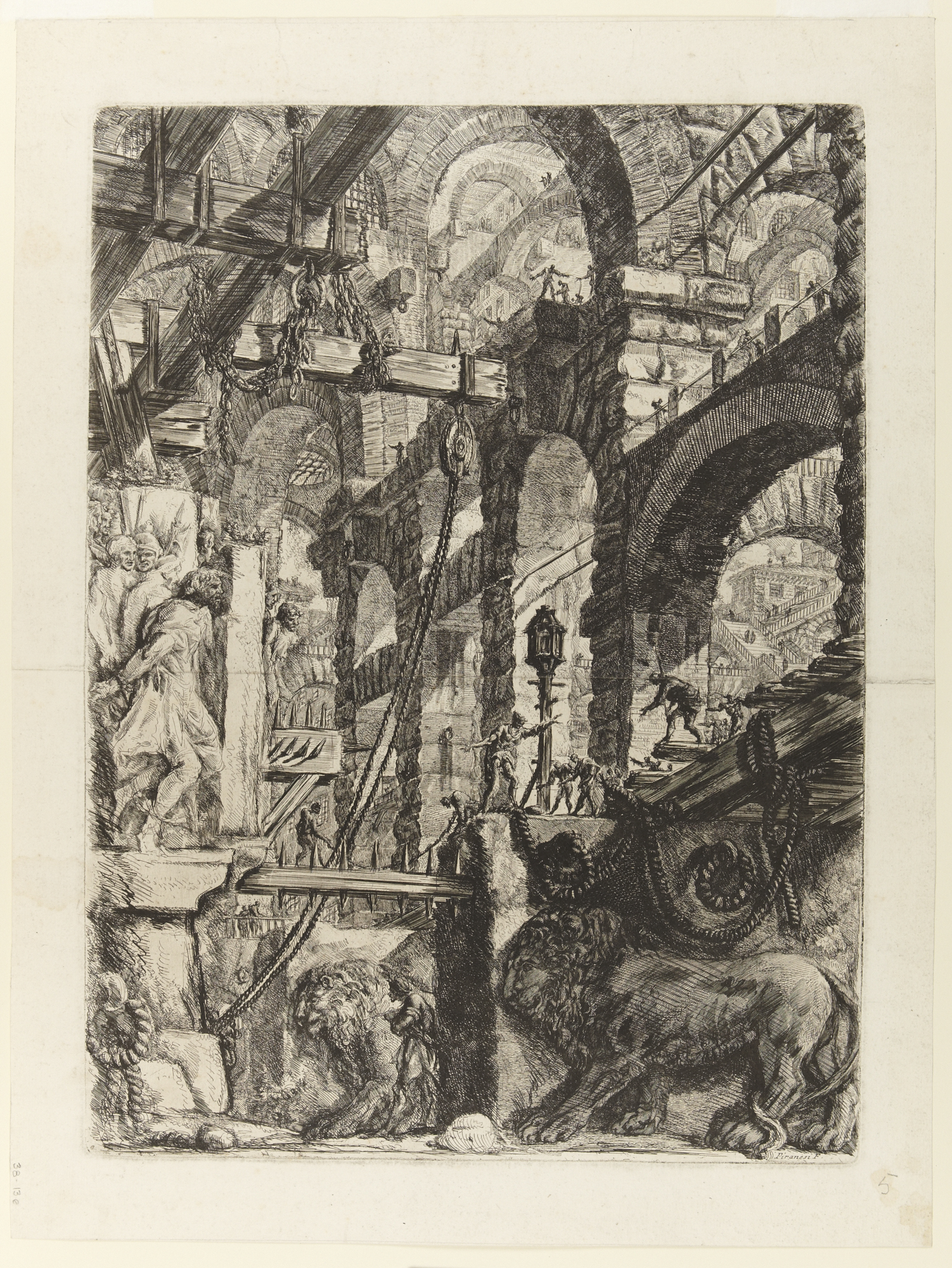
V
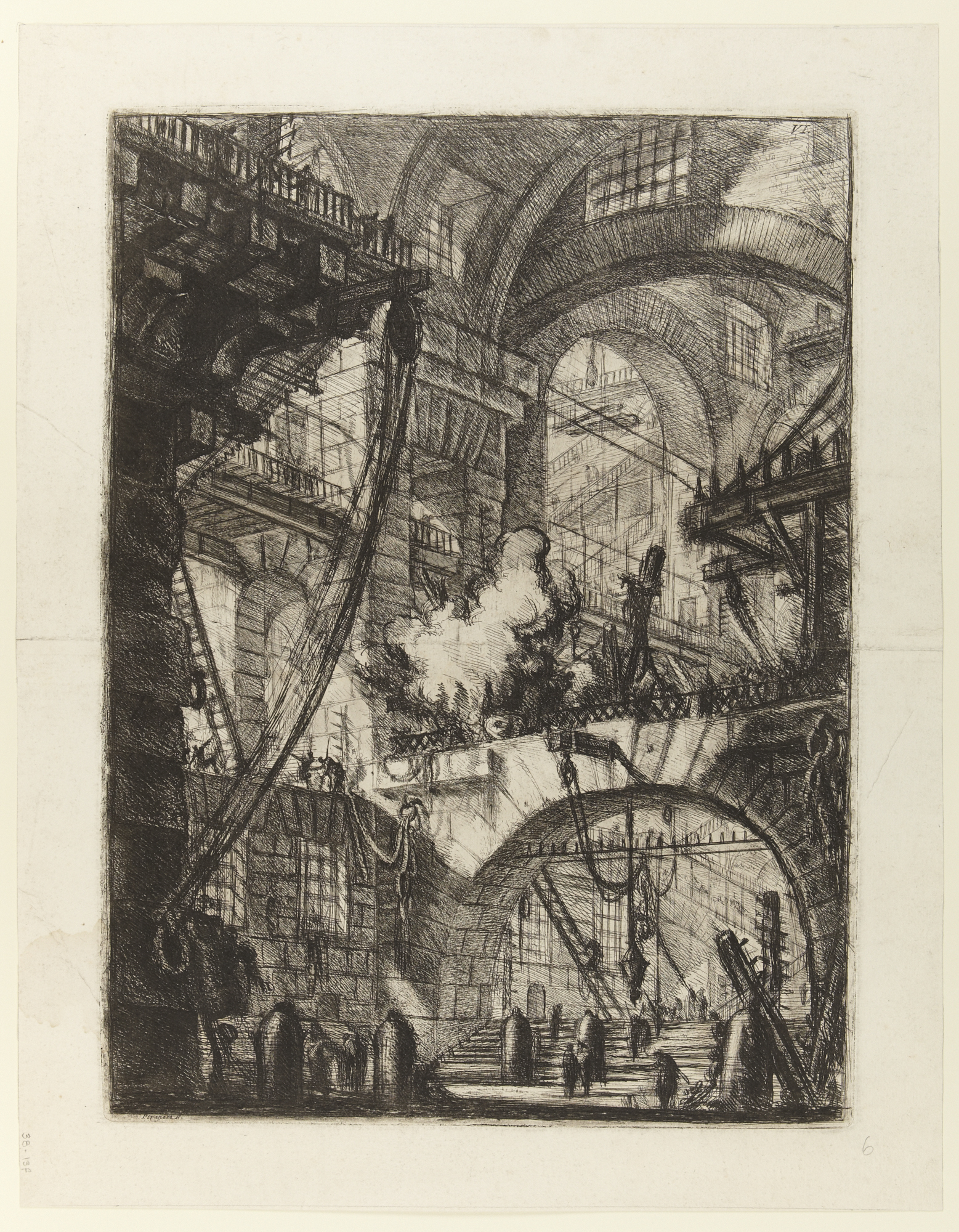
VI
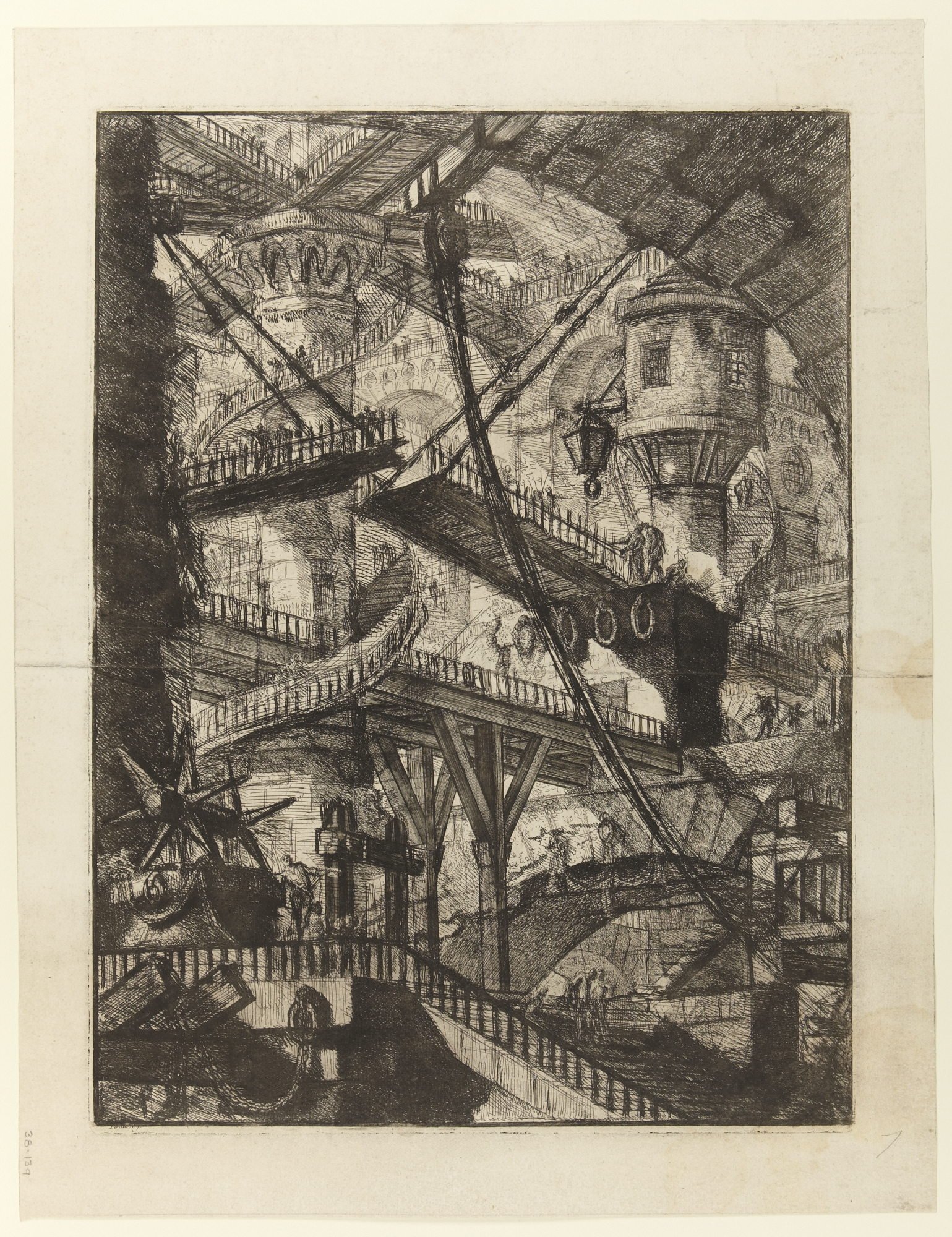
VII
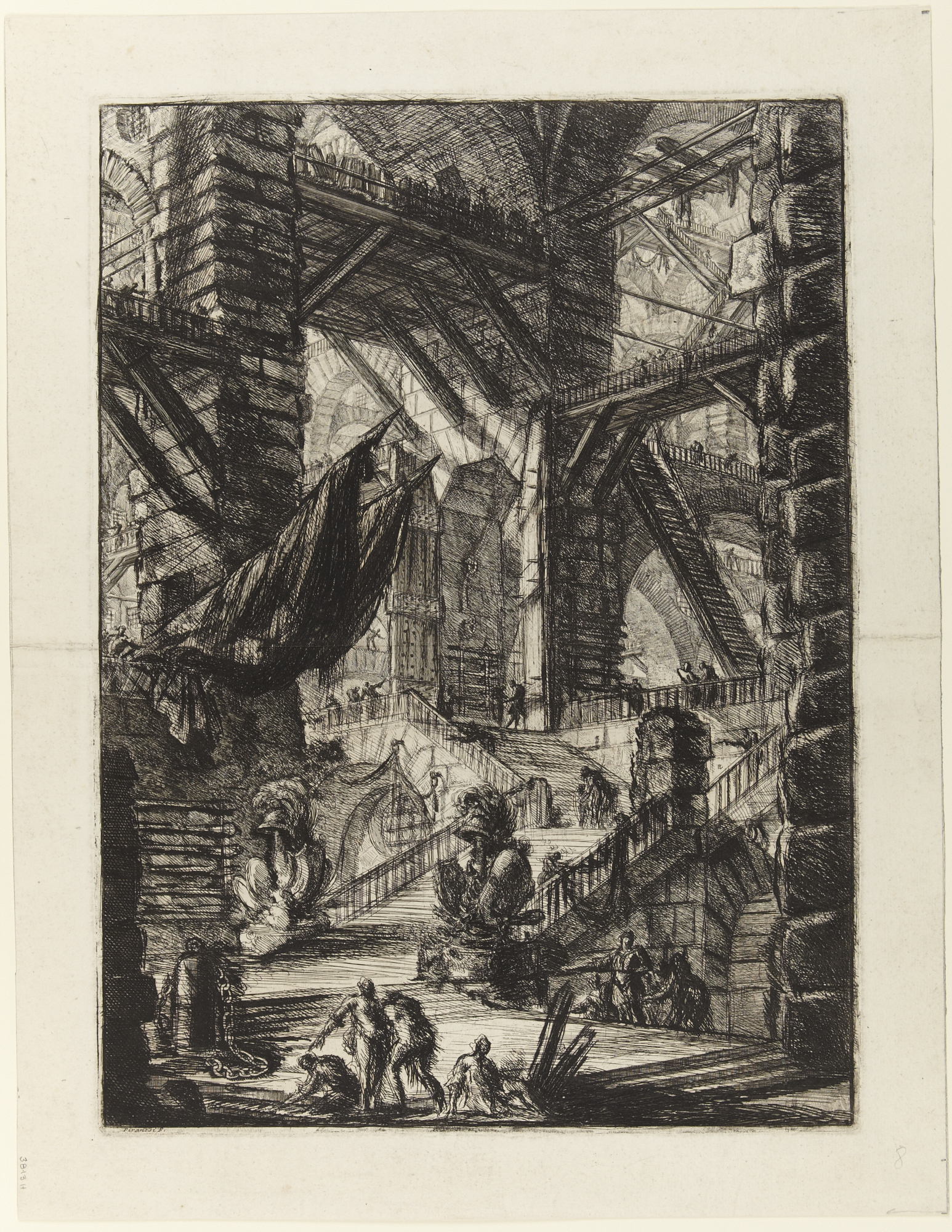
VIII
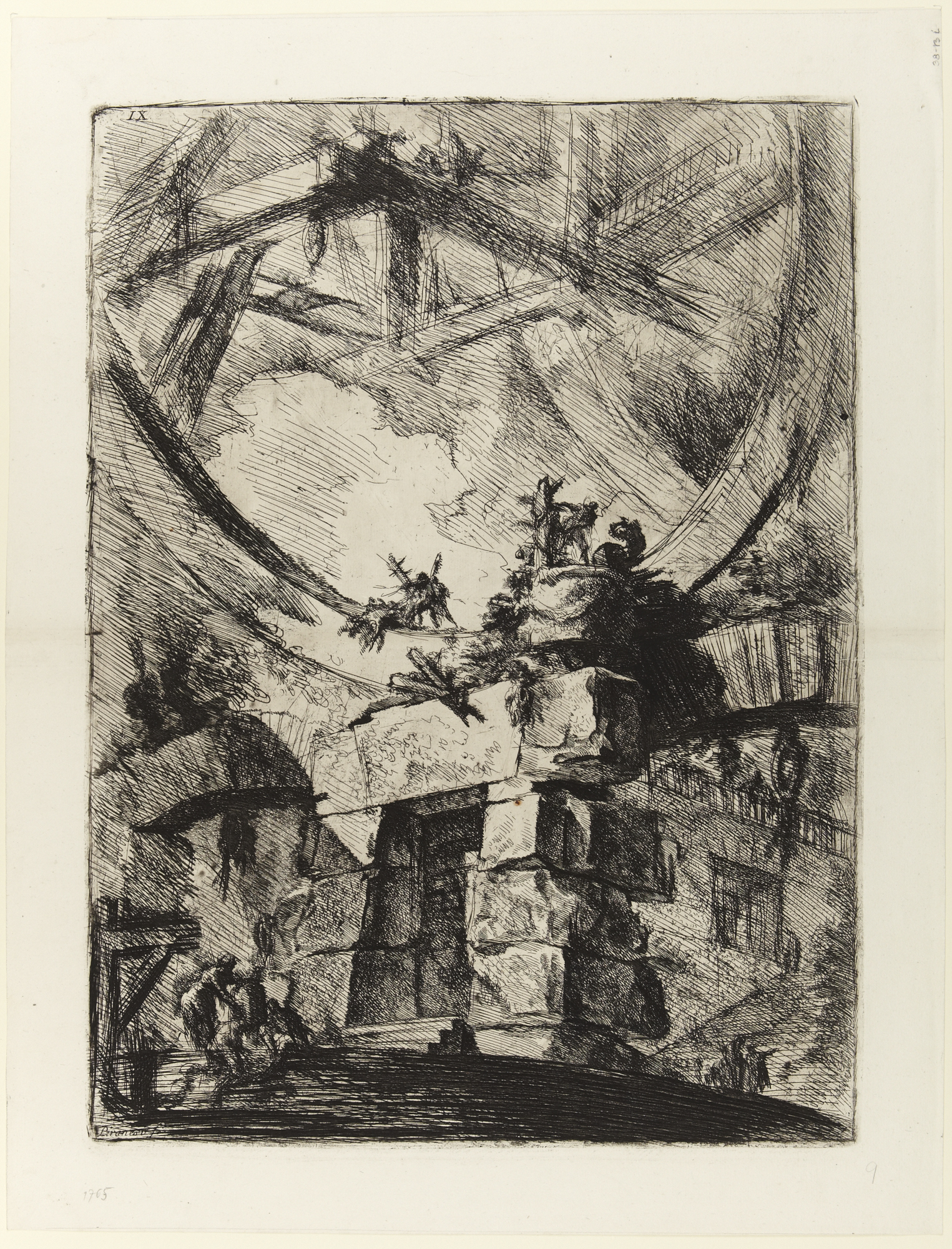
IX
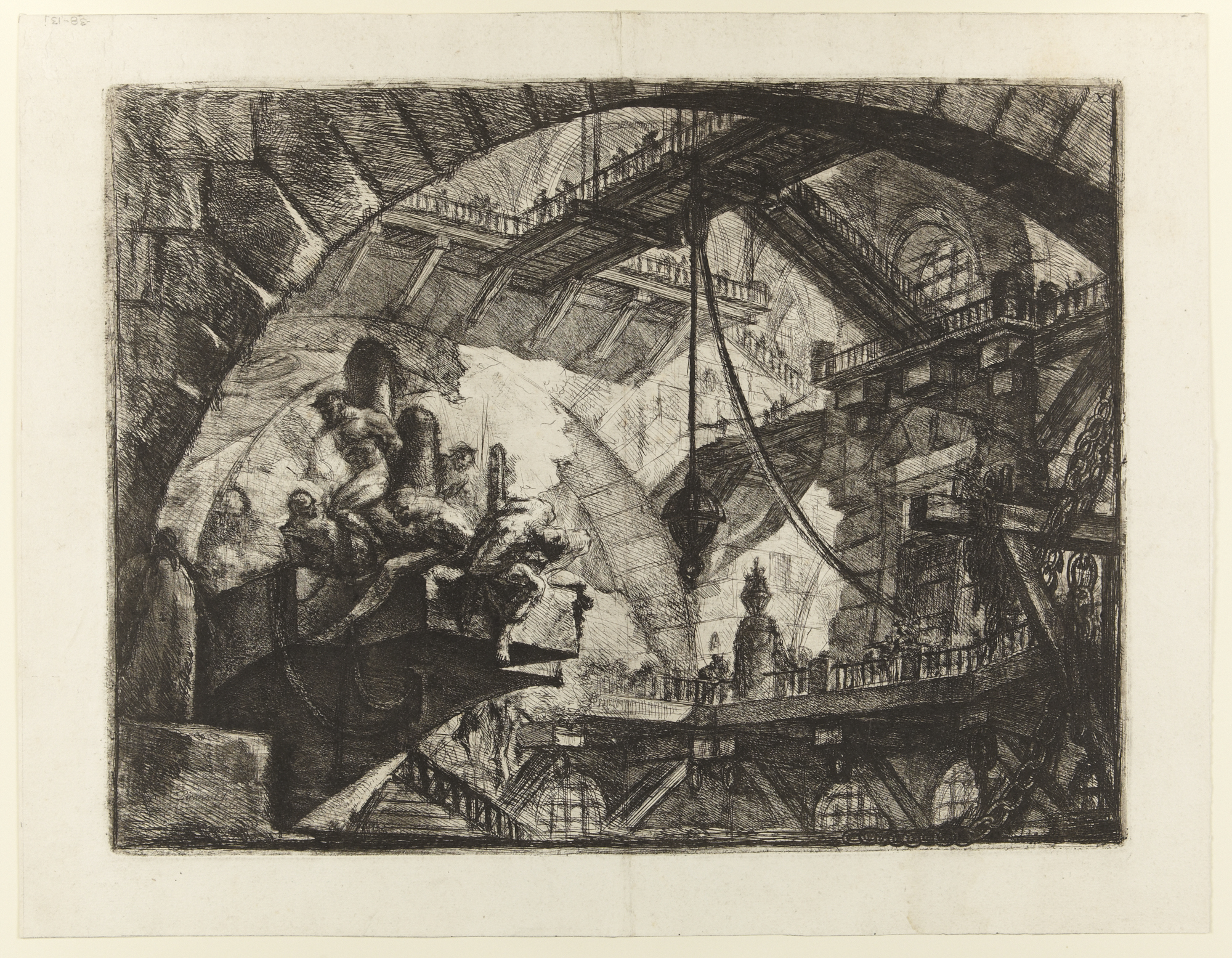
X
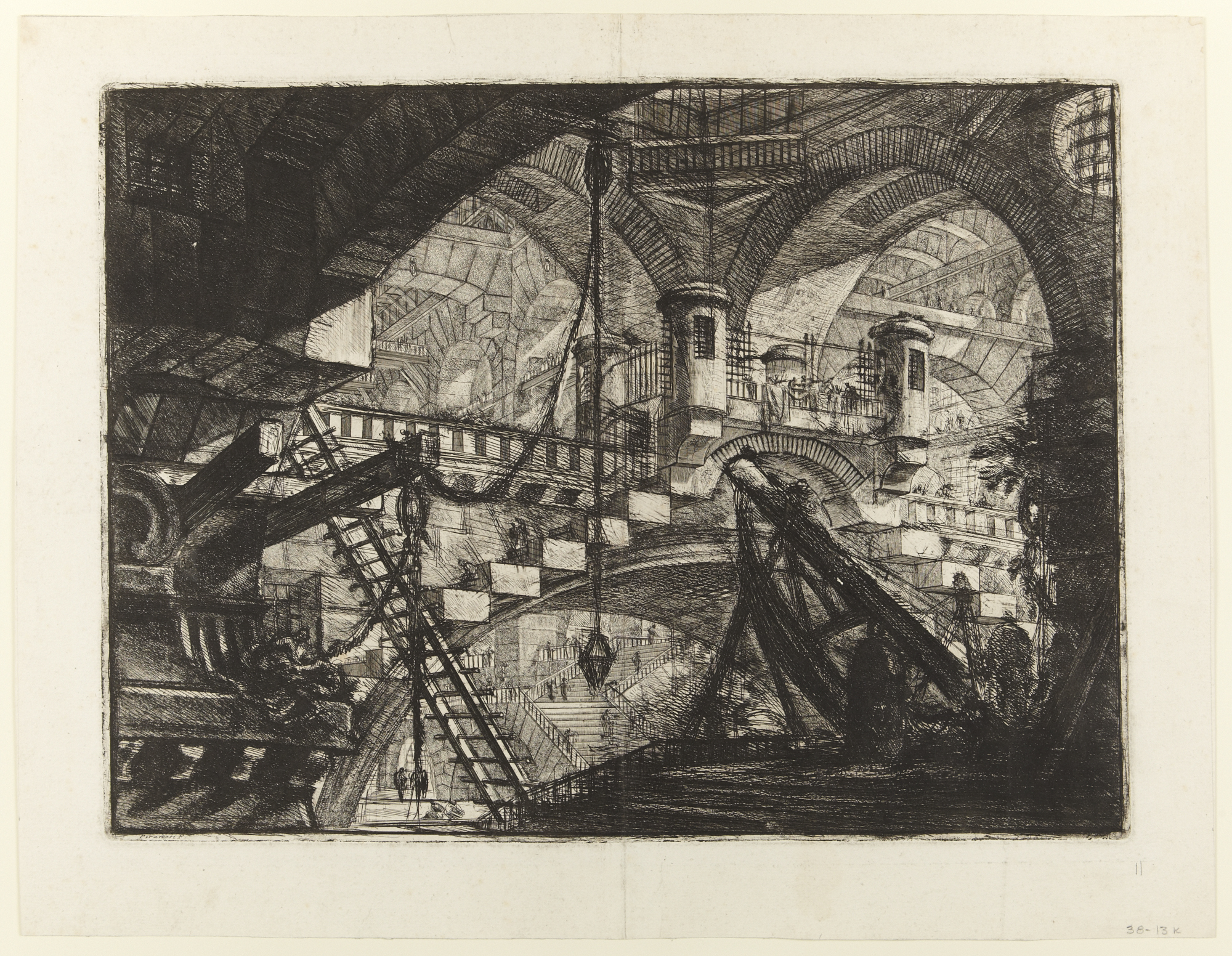
XI
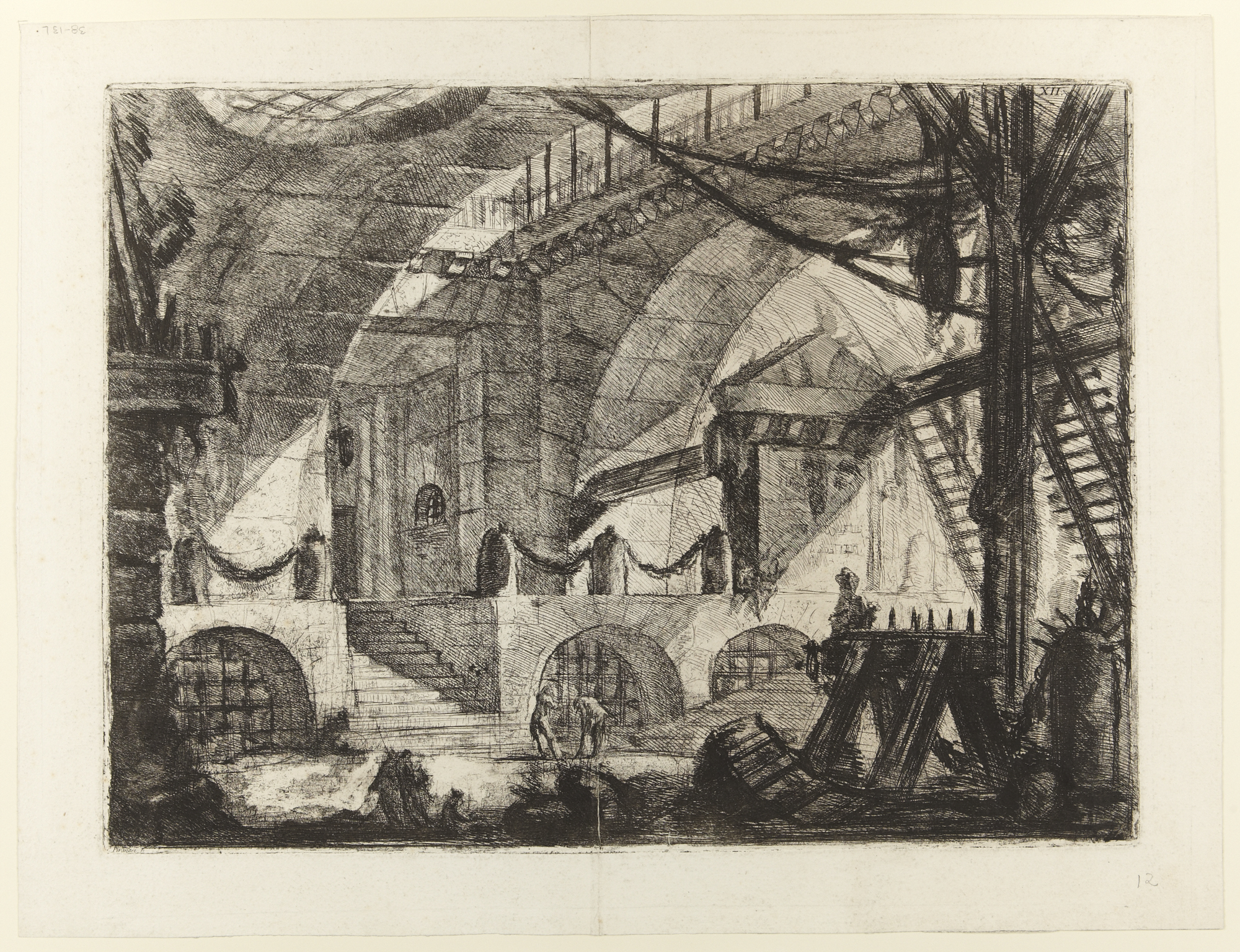
XII
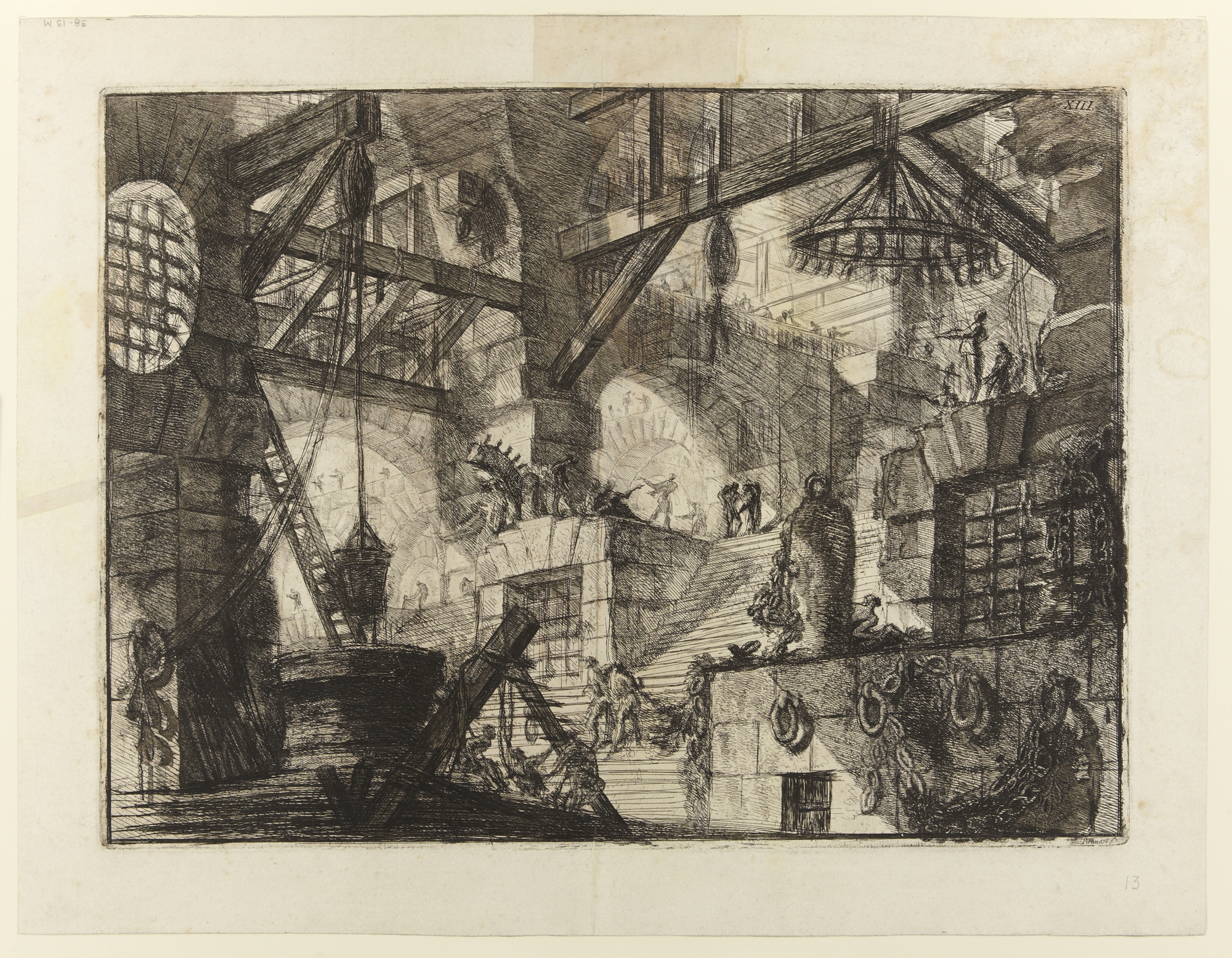
XIII
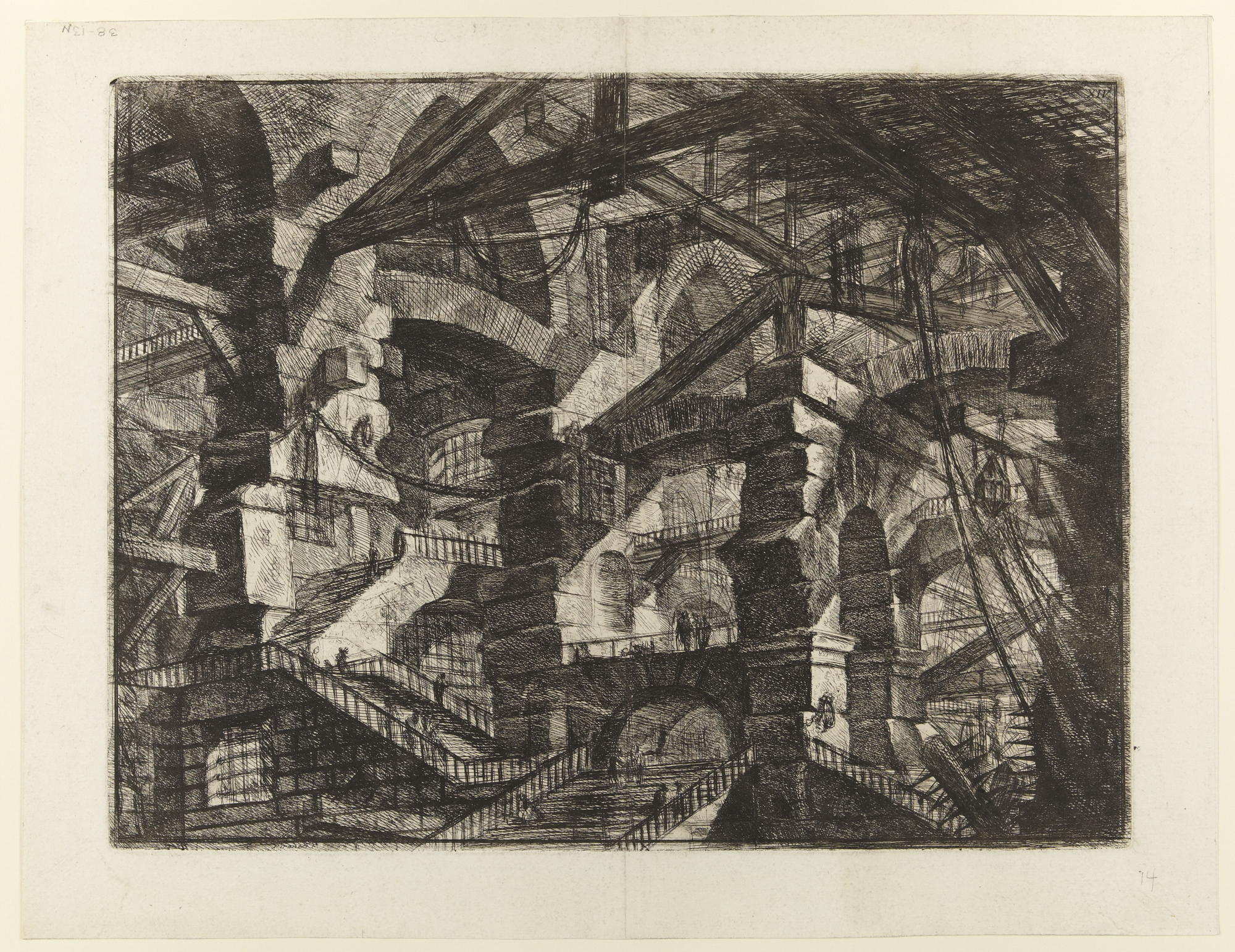
XIV
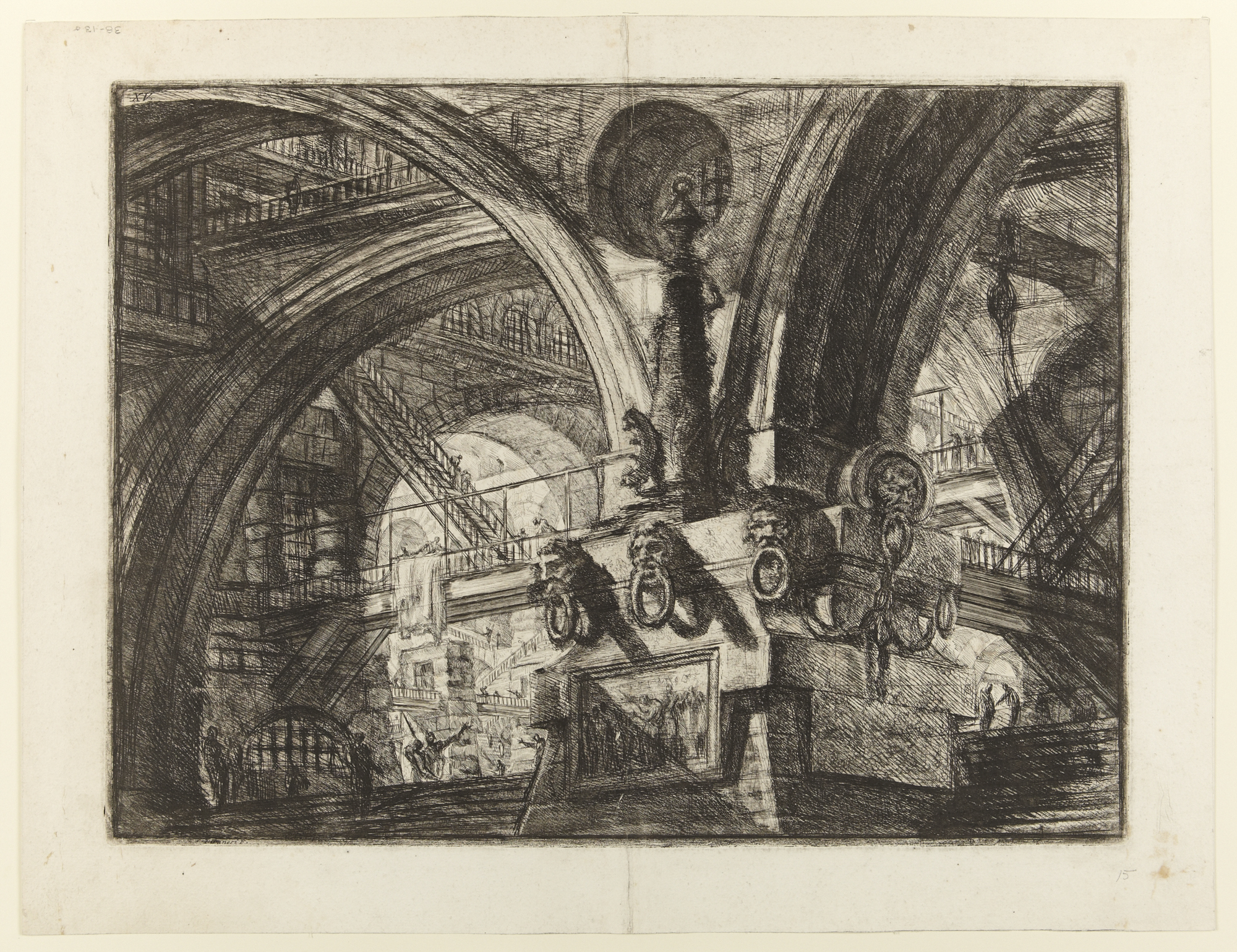
XV
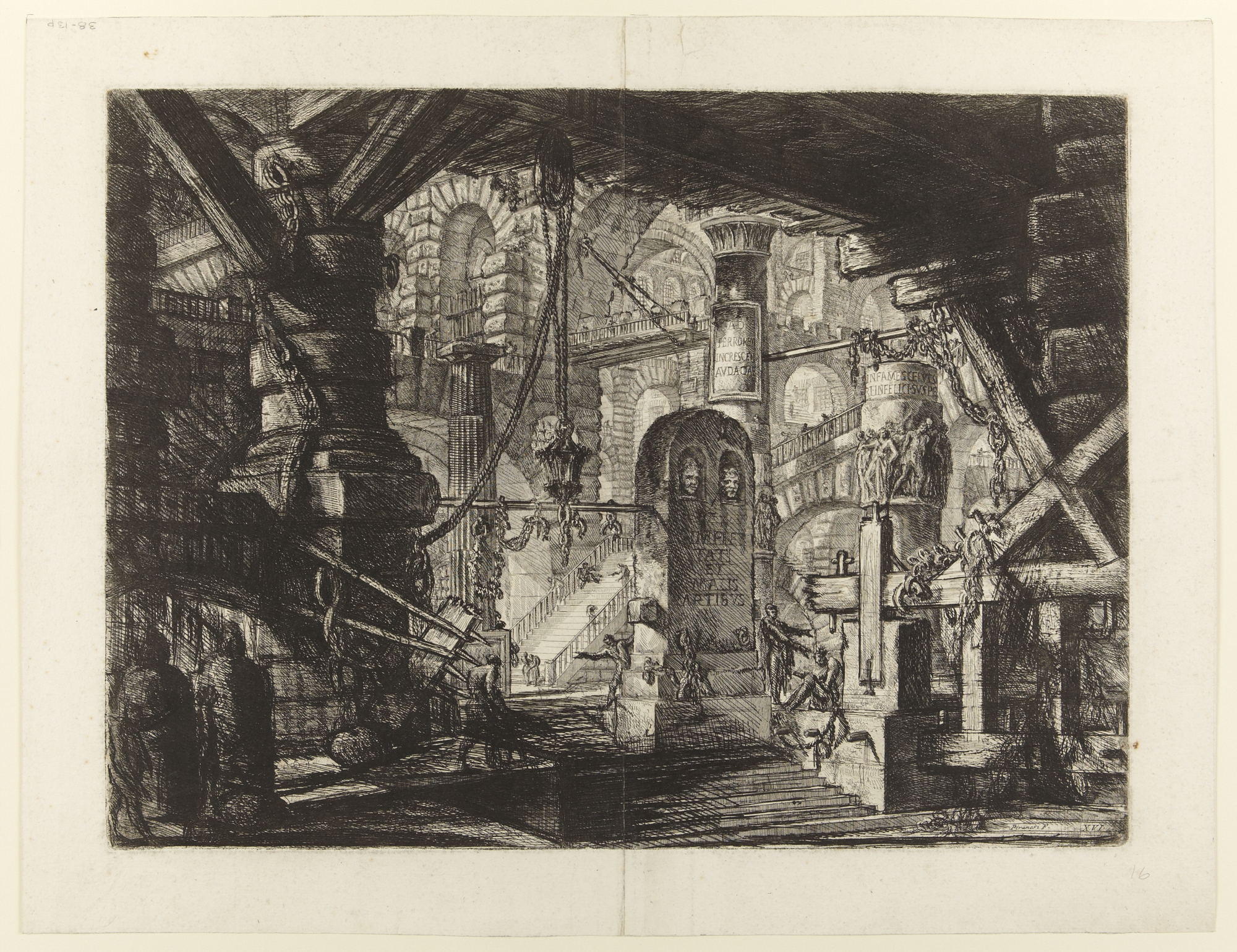
XVI